# ガムラン

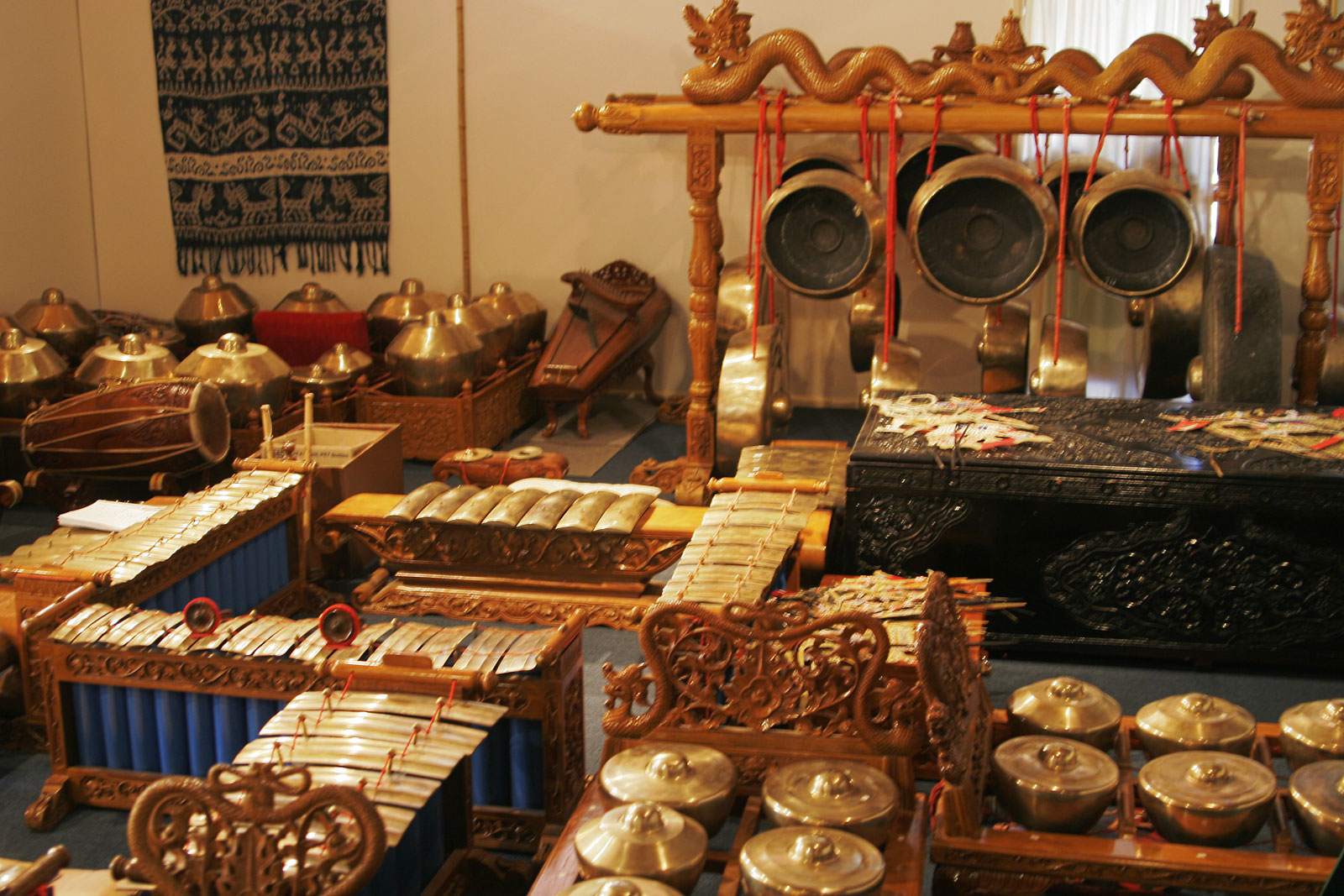
ガムラン

ガムラン（インドネシア語: gamelan）は、東南アジアのインドネシアで行われている大・中・小のさまざまな銅鑼や鍵盤打楽器による合奏の民族音楽の総称である。広義では、インドネシア周辺のマレーシア、フィリピン南部スールー諸島などの地域の類似の音楽をも含める場合がある。欧米や日本などでは、ガムラン音楽 (Gamelan music) とも呼ばれる。
2021年12月15日、インドネシアのガムランは国連教育科学文化機関（UNESCO）無形文化遺産の代表リストに登録された。

## 概要
「ガムラン」とは古代ジャワ語の「たたく、打つ、つかむ」等の意味を持つ、動詞ガムル (gamel) に由来する。
元来はインドネシア、ジャワ島中部の伝統芸能であるカラウィタンで使われるサロン (saron) やゴン (gong) などの伝統楽器のことであった。
また、打楽器以外にも、古代詩を朗詠する歌もガムランの重要な要素となっている。
ガムランは二極対立的なインドネシアの宇宙観を反映した音楽構造をもっている。例えば、AのパートとBのパートを組み合わせると、Cという本来の旋律が浮かび上がる。このガムランの基本的な演奏技法をコテカン (kotekan) といい、ほぼすべての楽器に及んでいる。ヤープ・クンストはこうした二元論的なインドネシア音楽の基本構造を指して「コロトミー構造の音楽」と名付けた。ガムランは16もしくは32ビートで上記のように対になって演奏されるが、調律されていない2つの楽器の微妙なずれによって生まれる音のうねりをオンバ (ombak) といい、ガムランの聴きどころとされている。

## 楽器の原材料

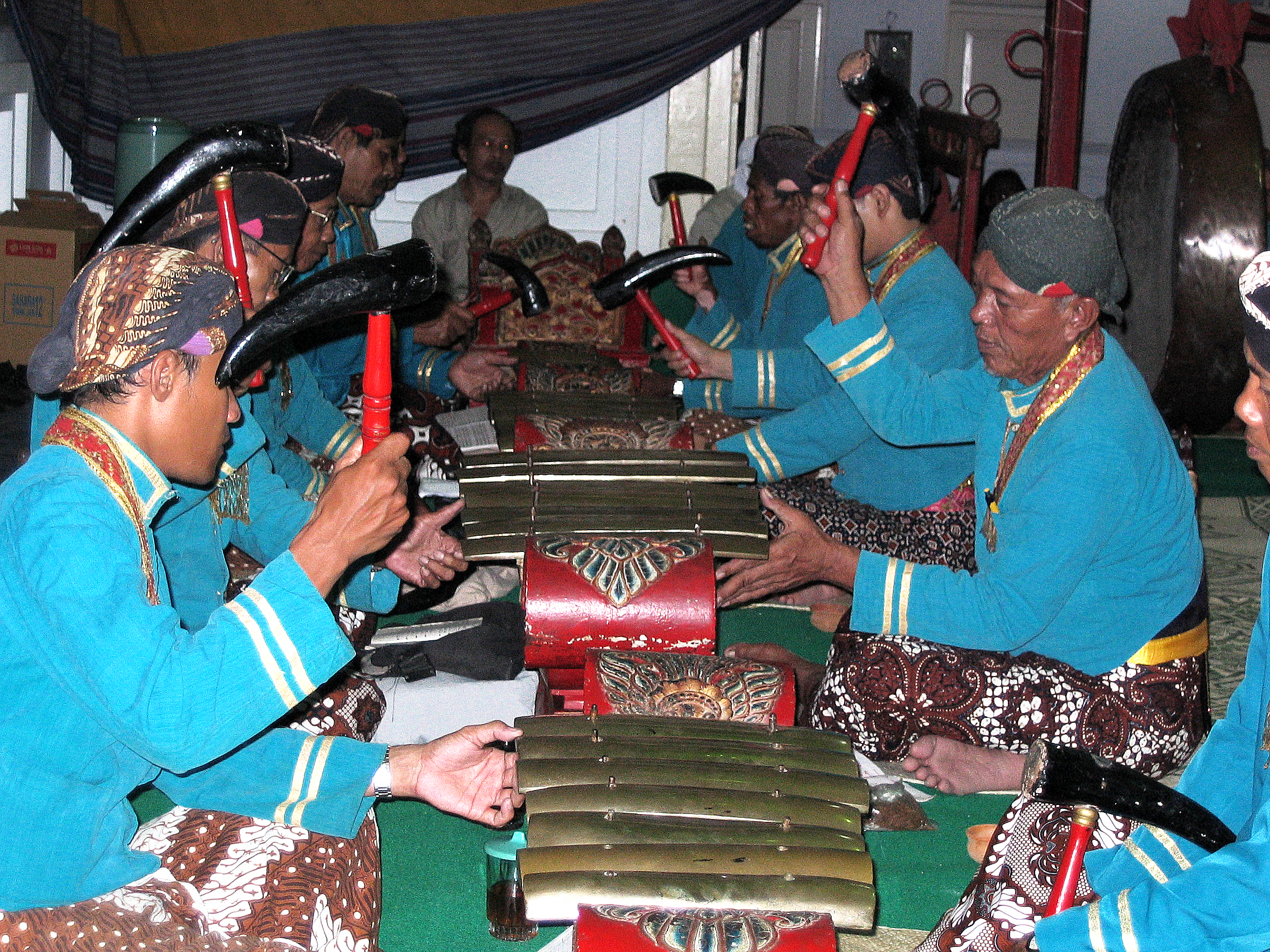
ガムラン・スカティのサロン、ジョグジャカルタ

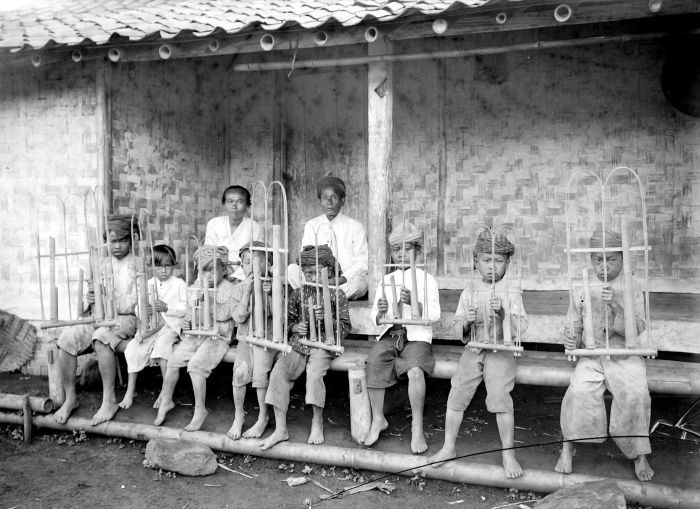
アンクルンを演奏するインドネシアの少年達、1918年

ジャワ島のガムランの打楽器に使われる素材は青銅が主であり、鉄製のものもあるが、青銅製のものが最も音が美しいとされている。インドネシアでは青銅の原料となる錫はほとんど産出されず、ほとんどがマレーシアから運ばれたものであり、かつての青銅文化であるドンソン文化がマレー半島を経由してインドネシアに伝わったことを物語っている。
現在では、ジャワ島隣のバリ島の銅鑼、鍵盤打楽器の音楽もガムランと呼ばれるが、バリ島には金属打楽器の代わりに竹を使ったガムランも存在する。

### 青銅楽器
青銅楽器は、鍵盤打楽器（鉄琴のようなもの）と銅鑼の二つのタイプに分かれる。さらに、鍵盤打楽器は、鍵盤が木枠の上に釘と緩衝材を用いて直接置かれるサロンと、鍵盤の穴に紐を通し、木枠の両端に吊り橋状にぶら下げたグンデルとに分かれる。サロンは重厚な響きが特徴で、それに対してグンデルは重厚感はないものの長い残響を得ることができる。
銅鑼は、楽曲の節目を示す「節目楽器」であるゴンと、旋律、リズムを刻んだり、旋律装飾を行ったりするボナンに分かれる。

### 竹製楽器
竹製楽器の種類には、打ち付けたり、吹いて音を出す竹の閉管であるブンブン、その発展型であるティンクリック、竹琴、グンタン（竹の一弦琴）、スリン（竹笛）、西ジャワより広まったと言われるゆすってカラカラと音を出すアンクルン、ジュンブラナ県のジェゴグなどがある。

### 撥弦楽器
カチャピやシトゥル、チェレンプンが有名である。スンダのカチャピ・スリンは、日本の尺八と琴の二重奏とほぼ同一の演奏形態であり青銅楽器は存在しないが、これもガムランである。

## 各地のガムラン

### 中部ジャワのガムラン

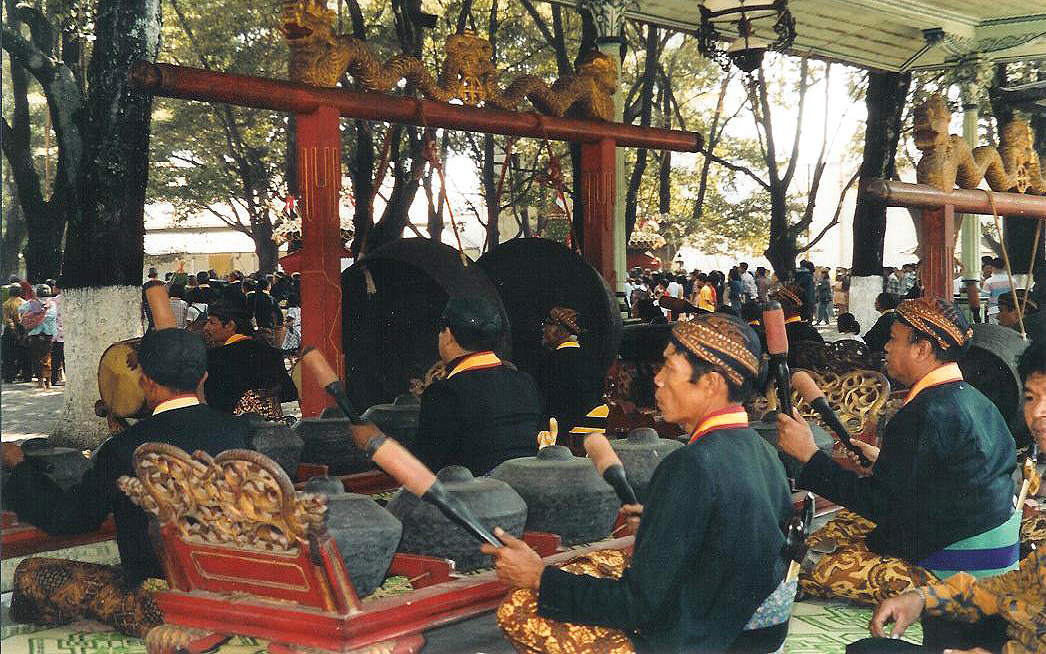
儀式で行なわれているガムラン・モンガン。クラトン、スラカルタ（ソロ）

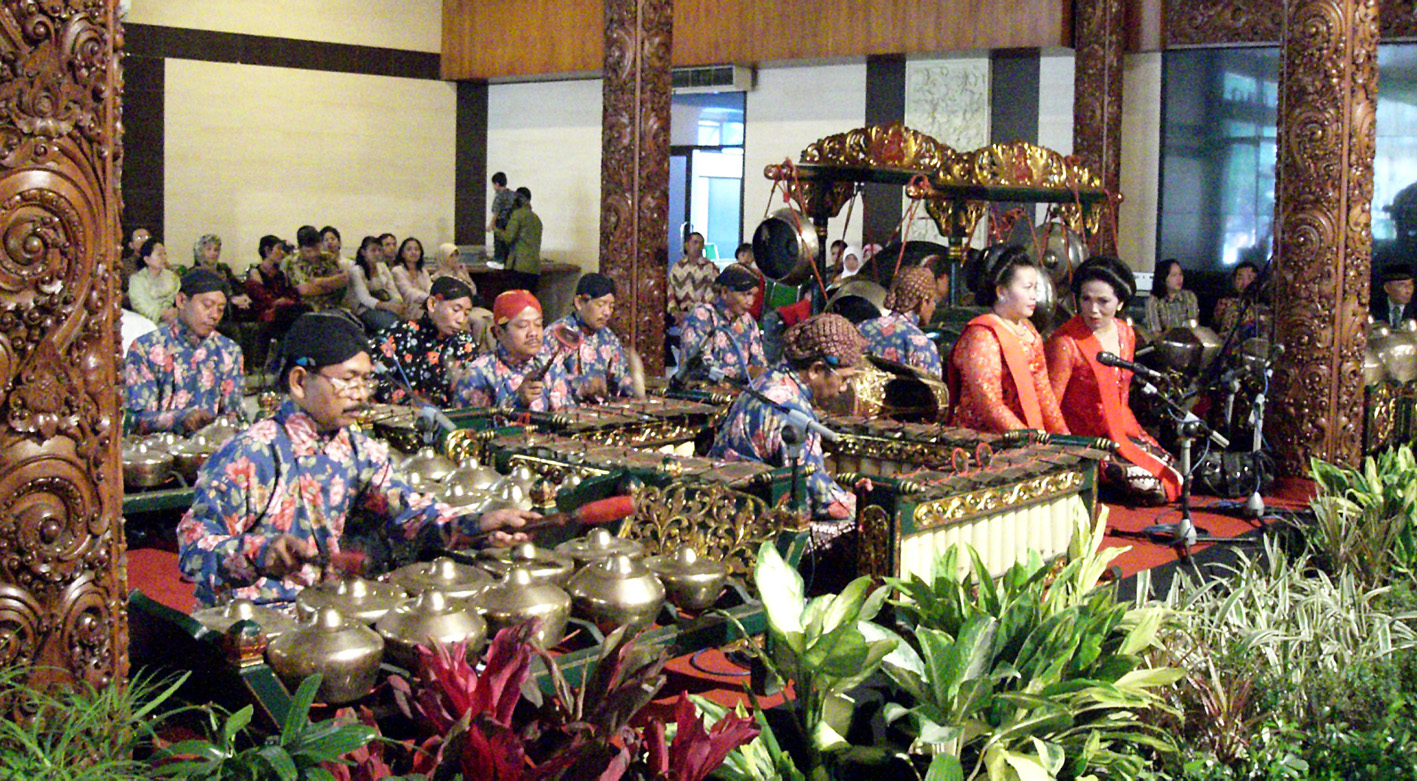
伝統的なジャワの結婚式におけるガムラン。2人の女性歌手シンデンを伴っている, Taman Mini Indonesia Indah, ジャカルタ, インドネシア

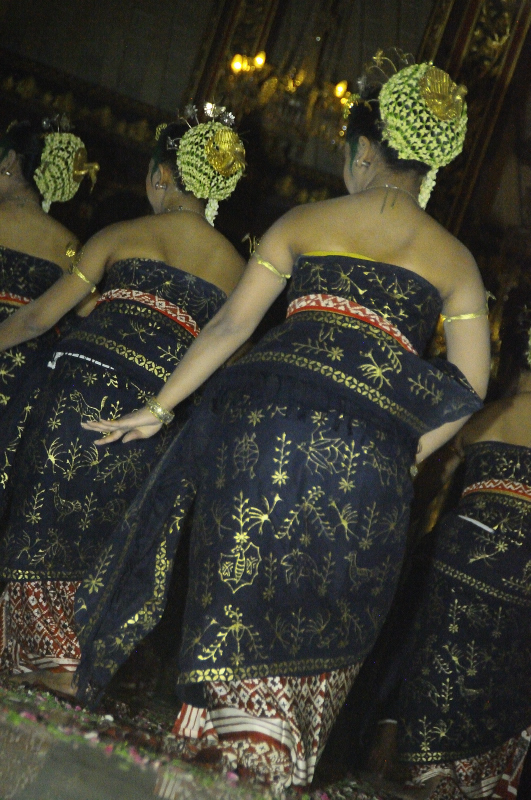
ガムランの伴奏で踊られる舞踊ブドヨ Bedhoyo

中部ジャワのガムランは、単にジャワ・ガムランと呼ばれるもので、以下のような種類がある（ジャワ語の発音をカタカナで表し難いため、楽器名のカタカナ表記には揺れがある）。もっとも古い楽曲にモンガン (Monggang) がある。
- グンデル・バルン Gender barung（鍵盤打楽器、ビブラフォンのようなもの）
- グンデル・パヌルス Gender panerus（鍵盤打楽器、ビブラフォンのようなもの）
- スルントゥム Slentem（グンデル・パヌンブン Gender panunbung とも言う、鍵盤打楽器、ビブラフォンのようなもの）
- サロン・ドゥムン Saron demung（単にドゥムンとも言う、鍵盤打楽器）
- サロン・パヌルス Saron panerus（サロン・パキン Sarong peking とも言う、鍵盤打楽器）
- サロン・バルン Saron barung（ジョグジャカルタではサロン・リチッ Saron ricikと言う、鍵盤打楽器）
- ボナン・パヌンブン Bonang panunbung（ゴング・チャイムの類）
- ボナン・パヌルス Bonang panerus（ゴング・チャイムの類）
- ボナン・バルン Bonang barung（ゴング・チャイムの類）
- ゴン・アグン Gong ageng（単にゴンとも言う、銅鑼の類。ゴン・グデ Gong gedhe とも）
- ゴン・スウアン Gong suwukan（単にスウアンとも言う、銅鑼の類）
- クノン Kenong
- クノン・ジャパン Kenong Japan（クノンに似た楽器）
- クンプル Kempul（クンポルとも。銅鑼の類）
- クトゥ Ketut（クトとも）
- クンピャン Kempyang
- ブドゥック Beduk（超大型太鼓）
- クンダン・アグン Kendhang ageng（クンダン・グデ Kendhang gedhe とも言う、大型太鼓）
- クンダン・クティプン Kendhang Ketipung（クンダン・クティポン、単にクティプンあるいはクティポンとも、小型太鼓）
- チブロン Ciblon（中型太鼓）
- ガンバン・カユ Gambang kayu（単にガンバンとも言う、木琴の類）
- ガンバン・ガンサ Gambang Gangsa（鍵板が金属製品のガンバン）
- ルバブ（ルバッブ） Rebab（二弦の擦弦楽器、名称はアラブの楽器名から）
- クマナ Kemanak（体鳴楽器。バナナの形をしている）
- スリン Suling（竹の縦笛）
- チェレンプン Celempung（チュルンプンとも言われる。ツィターのような楽器）
- シトゥル Siter（琴のような楽器、ツィターのような楽器）

### 西部ジャワのガムラン

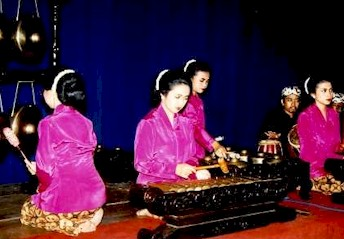
スンダのガムラン・ドゥグン

西部ジャワのガムランは、いわゆるスンダ・ガムランと呼ばれるものである。ガムラン・ドゥグン、ジャイポンガン、ガムラン・サレンドロ、カチャピ・スリン（楽器の名前が様式に転じた）、トゥンバン・スンダなどがある。
- ボナン(コレナン) Bonang/kolènang
- サロン(パキン) Saron/peking
- パヌルス Panerus
- ジェングロン Jengglong
- ゴン・アグン Goong ageung
- クンダン Kendang
- スリン・デグン Suling degung
- ガンバン Gambang
- ケチッレッ Kecrek
- カチャピ Kacapi
  - カチャピ・リンチッ Kacapi rincik（小さなカチャピ、原語ではお子さんカチャピ）
  - カチャピ・インドゥンッ Kacapi indung（大きなカチャピ、原語ではおかあさんカチャピ）
- ドゥムン Demung

### 北西部ジャワのガムラン
北西部ジャワのチルボンなどのガムランは、チルボン・ガムランと呼ばれる。
- ベドゥグ Bedug
- ベリ Beri
- ボナン Bonang
- ブロン Brong
- ガンバン Gambang
- グンデル Gender
- ゴン・グデ Gong Gede
- ゴン・サベ Gong Sabet
- ジェングロン Jenglong
- カブルク Kebluk
- クマナク Kemanak
- クミャン Kemyang
- クンダン・グデ Kendang Gede
- クノン Kenong
- クプラク Keprak
- クチプン Ketipung
- クトゥ Ketuk
- キウル Kiwul
- クレナン Klenang
- パネルス Penerus
- ルバブ Rebab
- サロン Saron
- スリン Suling
- スリン・ミリン Suling Miring
- チチル Titil

### バリ島のガムラン
バリ島のガムラン、いわゆるバリ・ガムランには、以下のような楽器がある。

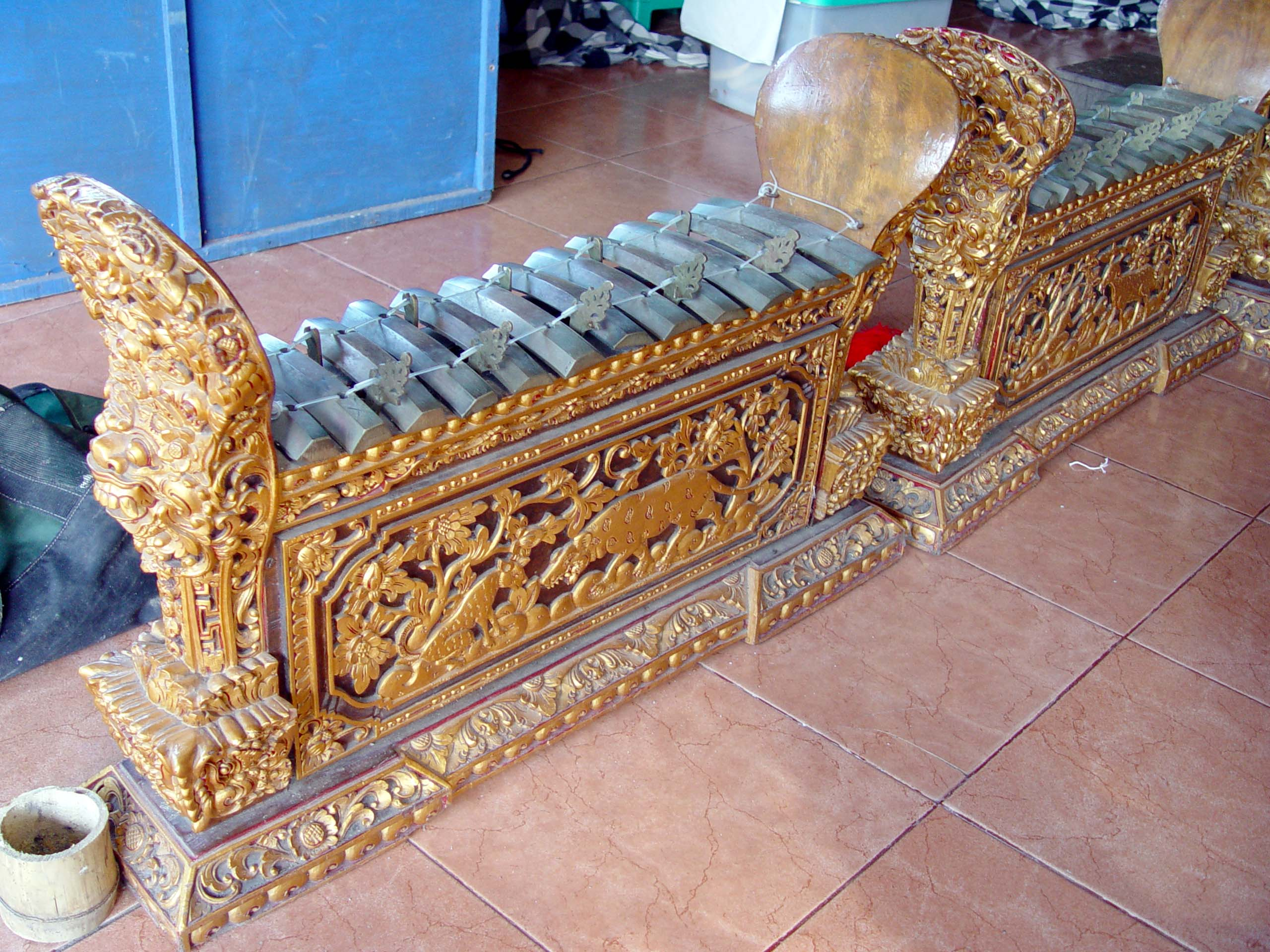
バリのガムラン：ガンサ
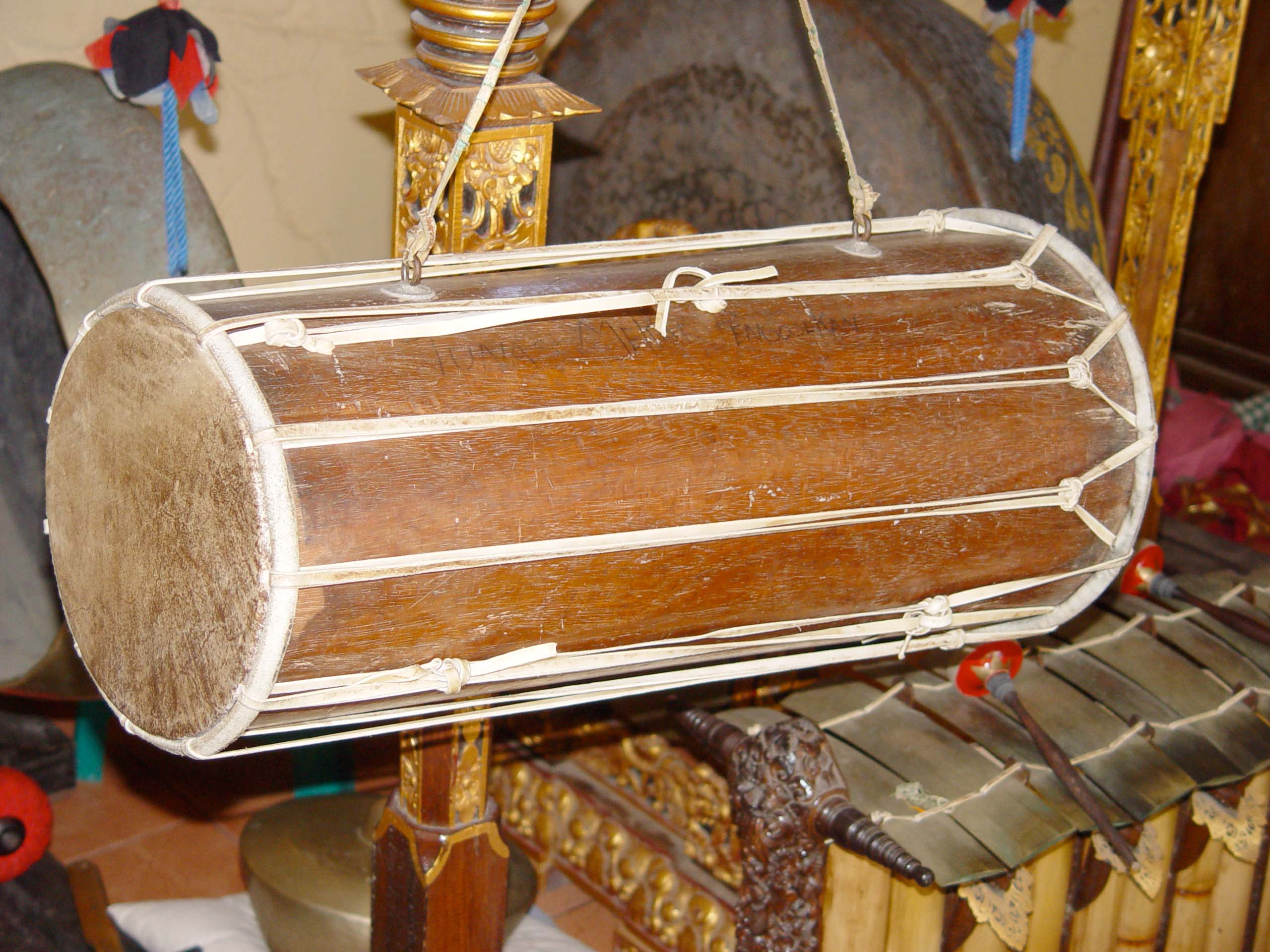
バリのガムラン：クンダン
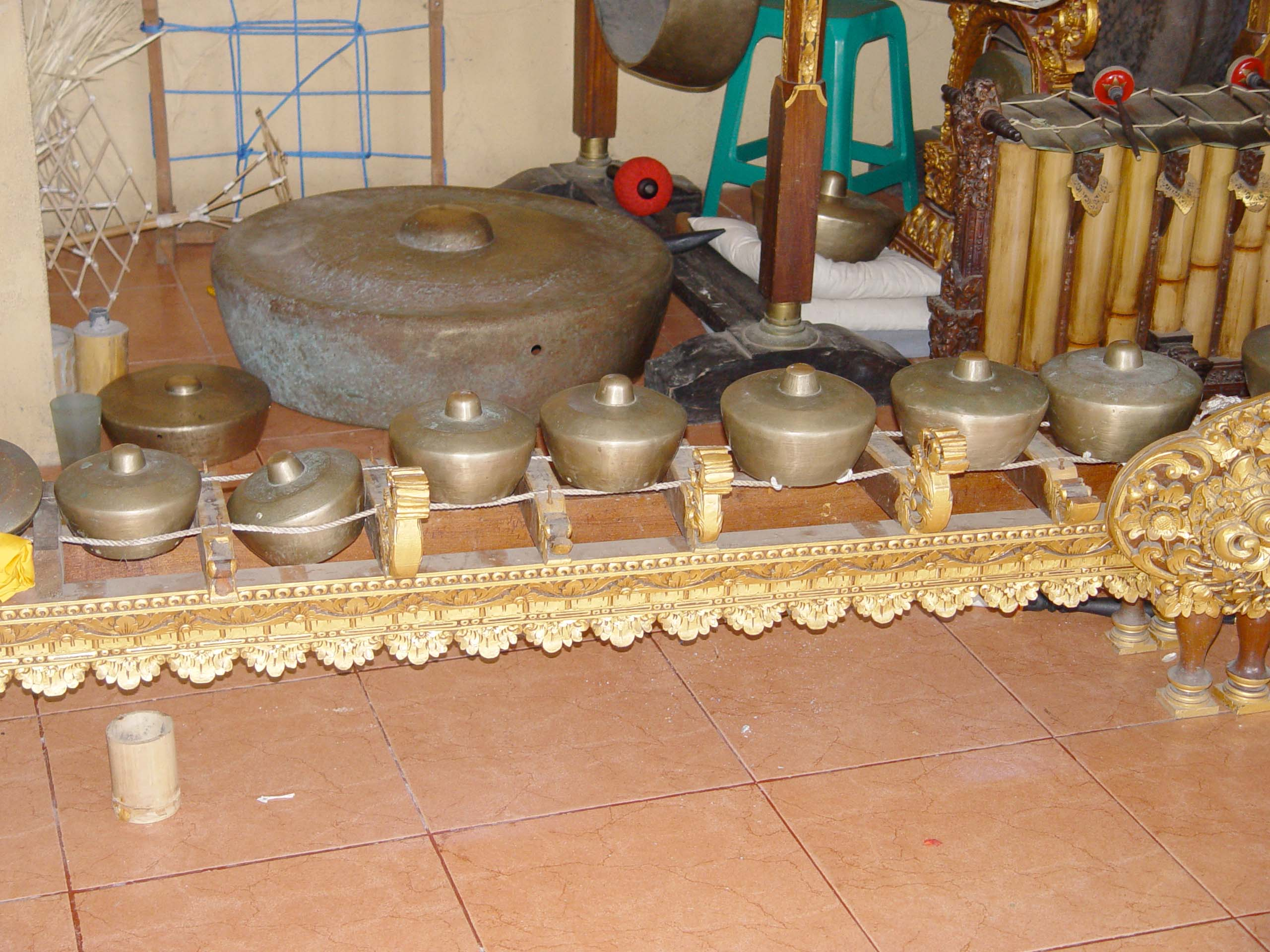
バリのガムラン：レヨン（トロンポン）
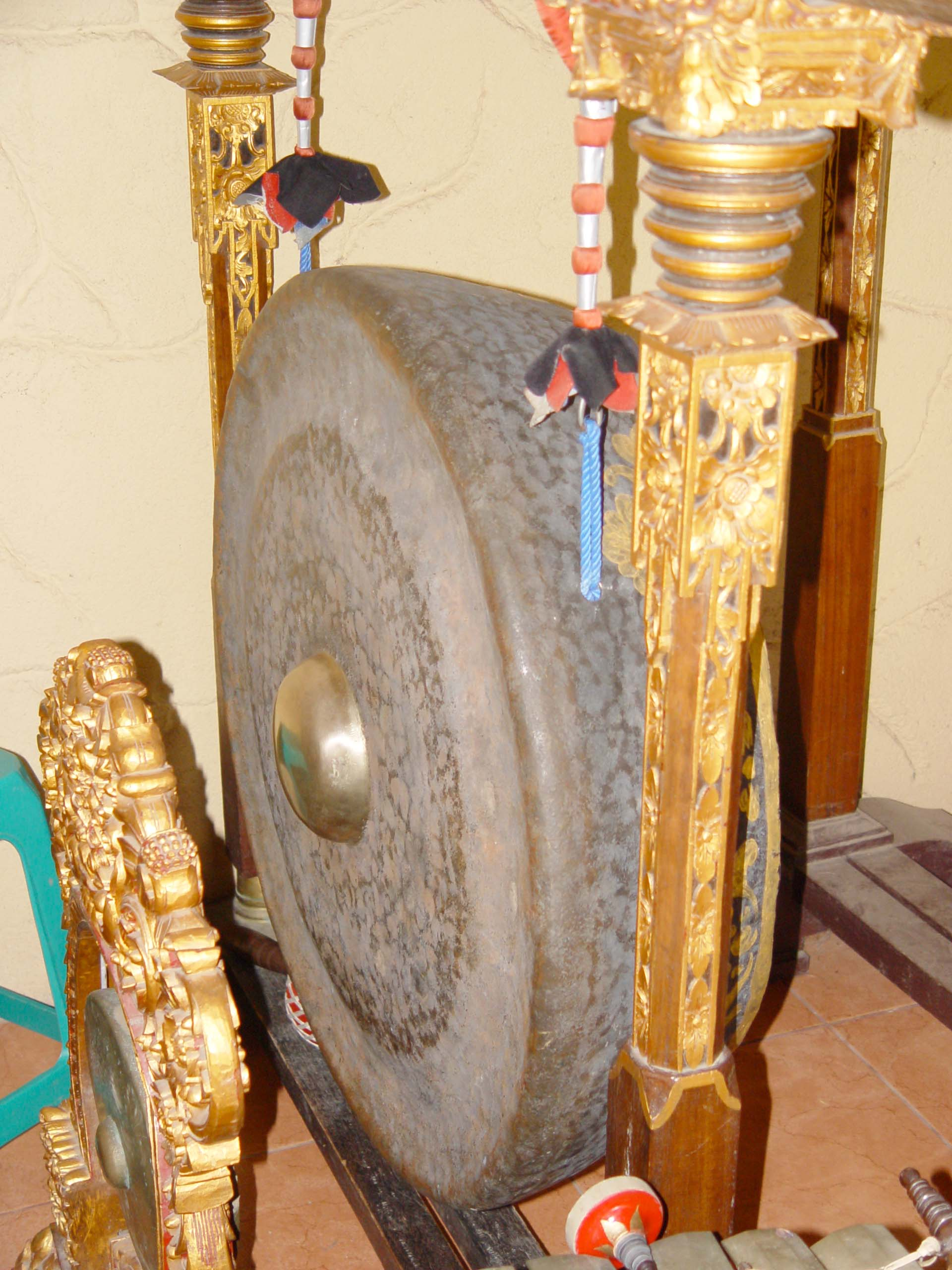
バリのガムラン：ゴング

そのほかには以下のような楽器がある。
- ゲンゴン Genggong
- パレレト Pereret
- リンディッ Rindik
- スリン　Suling
- ウガル Ugal
- ジェゴガン Jegogan
- ジュブラ Jublag
- カンティル Kantil
- プマデ Pemade
- クンプリ Kempli
- チェン・チェン Ceng-Ceng[7]

#### バリ島のガムラン音楽
バリ島のガムラン音楽は、その時期によって、古楽、中世音楽、近代音楽とに分けることができる。マジャパヒト王国の崩壊に伴って、その貴族や僧がバリ島への移住を始める16世紀以前からバリ島にすでにあったと考えられている音楽。基本的に宗教的な性格を強く帯びており、儀式の際に奏でられる。音階の種類の多彩さが、その特徴である。その後、マジャパヒト王国の末裔によって中部ジャワに開花した16世紀来の宮廷文化から、20世紀のオランダ植民地支配が実効化するまでの期間の音楽。レゴンなどの舞踊や舞踏劇などの宮廷芸能と結びついた音楽で、ガムラン・ガンブー、ブバロンガンなどがこれにあたる。20世紀以降の観光、娯楽と結びついた民衆音楽で、ゴン・クビヤール、ガムラン・アルジャ、ジェゴグなどがこれにあたる。

## 音楽としてのガムラン

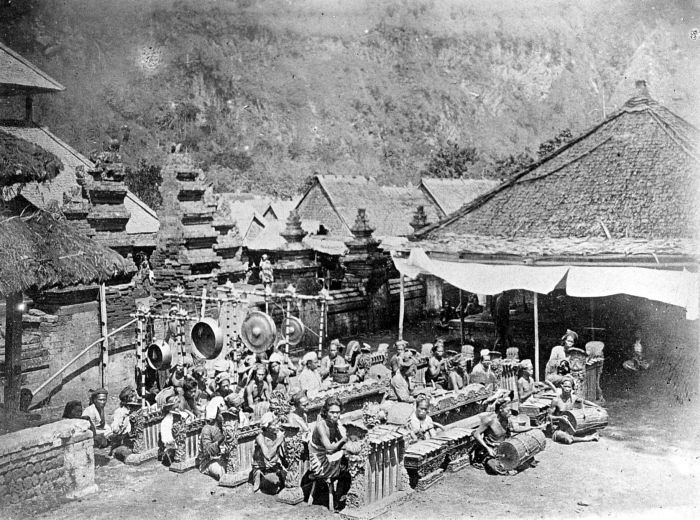
バリ島のガムラン

### 使用音階
インドネシアでは伝統的なペロッグ音階（インドネシア語: pelog）とスレンドロ音階（インドネシア語: slendro）の二つの五音音階（一オクターブを五分割した音階）が演奏目的別に使い分けられる。バリでは、前者がサイ・ゴン、後者がサイ・グンデル・ワヤンと呼ばれる。

### 使用リズム
単純に2の倍数だけでは説明のつかない、加速や減速を伴うリズムがジャワにある。

### 形態
近年は観光客に合わせ、演奏時間の短縮が行われているものの、伝統音楽を保持していた時代は、演奏時間の長さが指摘された。影絵芝居のために一昼夜を要する曲もある。

## インドネシア国外における受容
以下に挙げた国のみならず、楽器が国外に流出したためにガムラン演奏は世界中で盛んにおこなわれている。サルヴァトーレ・シャリーノ、ジョン・ケージ、ウィル・エイスマ、ホセ・マセダのようにガムランアンサンブルに刺激されて作曲する者も少なくない。

### アメリカ合衆国
アメリカの作曲家ルー・ハリソンはこれらの楽器を調律しなおして自分の作曲に用いており、インドネシアの伝統美とは一風変わったオリジナリティが漂う。アメリカのいくつかの大学では、ガムランのサークルが大変に盛り上がりを見せており、大変高い水準を維持するサークルも見られる。

### オランダ
インドネシアはかつての宗主国だった経緯もあり（「オランダ領東インド」を参照）、ガムランの楽器がオランダで使われる例も見られた。松平頼則のオーケストラ作品「舞楽」の初演の際、打楽器の種類は特に指定していない部分を、ブルーノ・マデルナがガムランの楽器を用いて1963年にアムステルダムで指揮した。
ガムラン演奏家・音楽学者エリシェ・プラントゥマ (Elsje Plantema)が1993年に設立したガムラングループがアムステルダムを拠点にオランダ国内、ヨーロッパ各地で演奏活動、ワークショップを行っている。

### スリナム
かつてインドネシアと共にオランダの植民地であったスリナムには、ジャワ島からの移民が居住しており、複数のガムラングループが存在する。2020年に移民130周年を迎えるにあたり、これらのスリナム・ガムラングループがオランダの無形文化遺産に登録される計画がある。

### フランス
1889年のパリ万国博覧会でガムランが紹介され、クロード・ドビュッシーやモーリス・ラヴェルら近代フランスの作曲家に大きな影響を与えた。オリヴィエ・メシアンの『トゥーランガリラ交響曲』の第1楽章には「ガムラン」と題された部分が登場する。
1937年6月19日にはパリでオランダ公使館の催しとしてジャワ舞踊家レイデン・マス・ジョジャナ Raden Mas Jodjana の公演が行われた。

### 日本
阪急電鉄、宝塚歌劇団、阪急百貨店などの阪急東宝グループの創始者、小林一三（逸翁）商工大臣として1940年にジャワ島を訪問した際、ジョグジャカルタの王家筋に伝えられていたガムランの楽器が寄贈されたのが日本へ運ばれたガムランの最初とされる。しかし、その後その楽器はしまいこまれ、演奏は行われていなかったが、インドネシアでの修復を経て1998年に披露コンサートが行われていた。2007年には宝塚歌劇『MAHOROBA』でも使用されている。
これとは別に東京芸術大学の楽理科の教授であった小泉文夫が、東洋音楽の研究等のために一式購入してアンサンブルを組織し始めた。現在では、バリ、ジャワ、スンダのいずれのスタイルのガムラン・アンサンブルも組織されている。伝統に回帰するグループが存在する一方、ガムランによる即興や、ガムランによる新曲委嘱といった可能性を追求するグループもある。
目下、大学での正式なカリキュラムで学べるように環境を整えていくことが課題となっているが、西洋音楽偏重で始まった日本の常識を超えることはなかなか難しい。現在ガムラン演奏芸術では日本の大学の学位は取れないため、インドネシアへの留学が必要になる。なかでも沖縄県立芸術大学ではバリ、ジャワ双方のアンサンブルがあり、いずれも専門課程としては組み込まれてはいないものの、活動を続けている。特にバリ・ガムランのアンサンブルは、日本における代表的なガムラン奏者の一人と目される梅田英春准教授（音楽民族学、人類学）の指導の下、意欲的な活動が行われている。さらに、東京音楽大学付属民族音楽研究所では学生に限らず、広く一般にも門戸を広げこの「青銅のシンフォニー」を紹介している。
1988年公開のアニメ映画『AKIRA』では音楽を担当した芸能山城組によって随所にガムランが使われている。
ポピュラー音楽では、坂本龍一が、ガムランのサンプリング音や音階などを作品に積極的に取り入れている。また、現代音楽のフィールドでも評価されるなど、世界的にも評価の高い日本のプログレッシブロックバンドKENSOが、スレンドロ音階とペログ音階の両方を用いた「Tjandi Bentar」（アルバム「天鳶絨症綺譚」収録。2002年）を発表し、NEARfest 2005 など海外で演奏し、高い評価を受けている。
ゲームミュージックでは菊田裕樹が『聖剣伝説2』の楽曲『儀式』でガムランを使用（スーパーファミコン向けに1993年、スクウェアより発売）。また『呪術師』はケチャをベースにガムランの音色を合わせ物語の最終盤を盛り上げた楽曲で、民族音楽を多用する音楽家のきくおは小学生のとき本楽曲に触れ感動を覚えたと述べている。
現在、野村誠、三輪眞弘、松永通温、會田瑞樹などが、ガムランアンサンブルへの新作を多く手掛けている。

## 画像

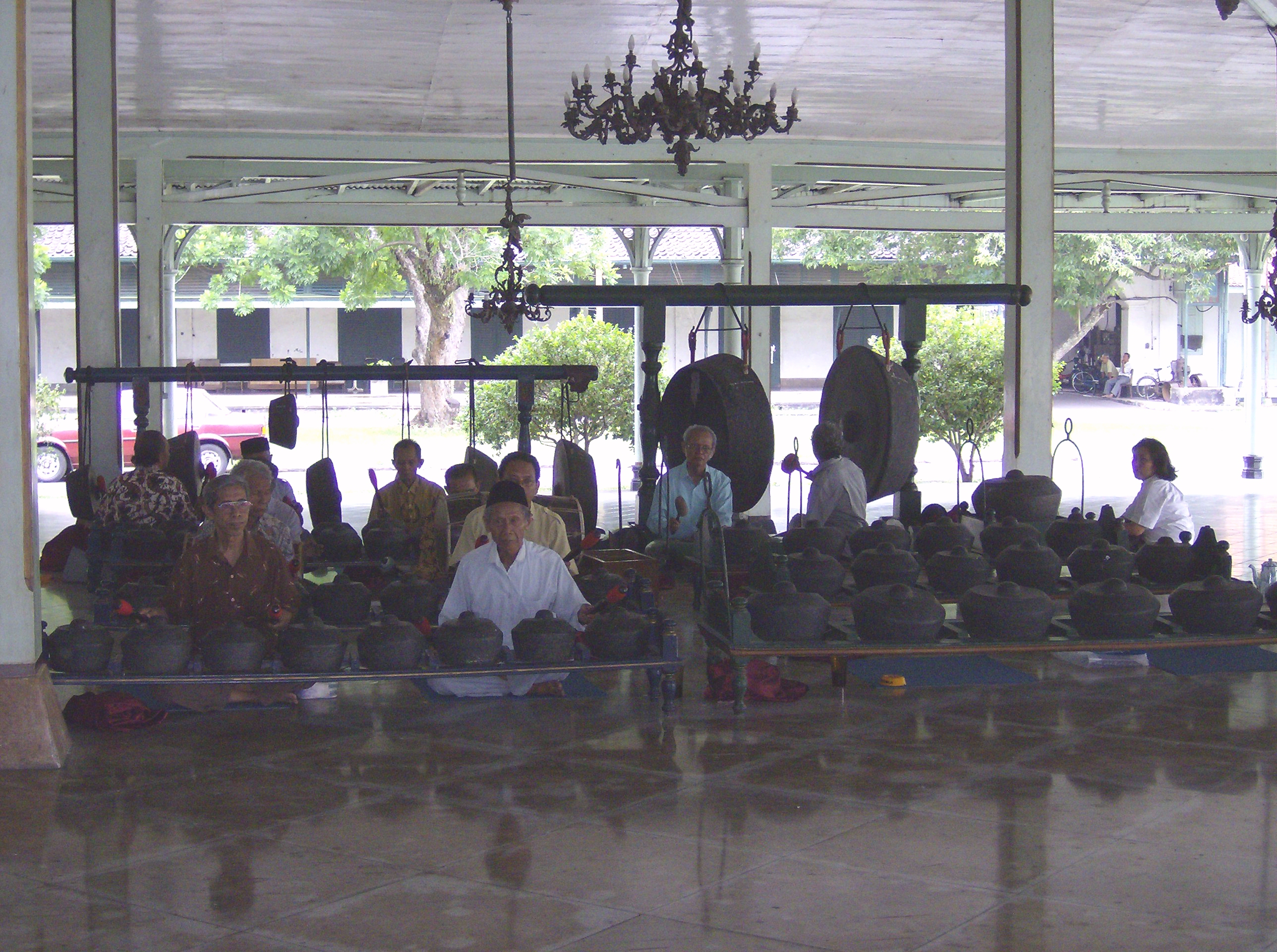
ガムラン・モンガン、マンクヌガラン、スラカルタ
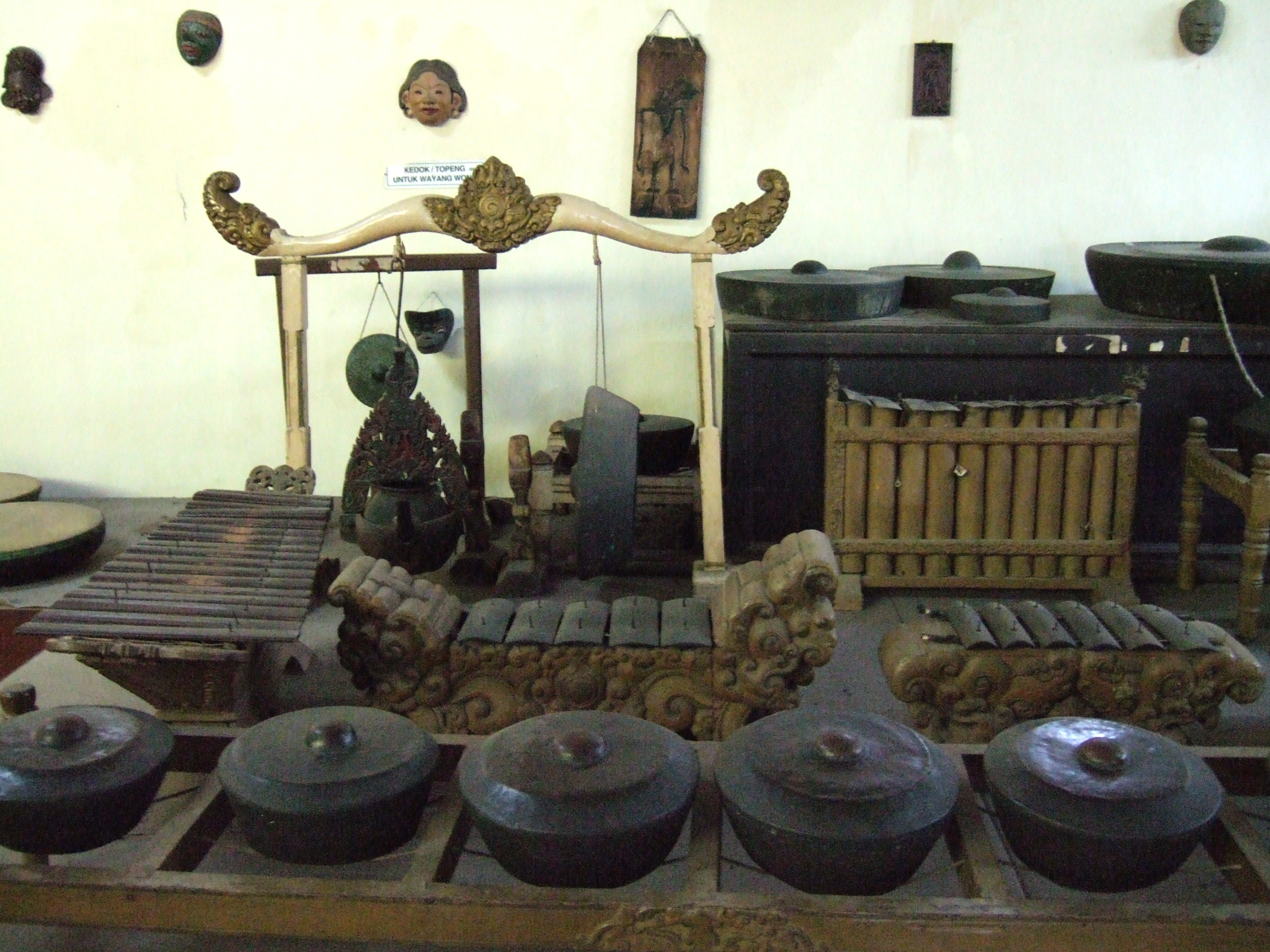
ガムラン、スレンドロ音階のもの
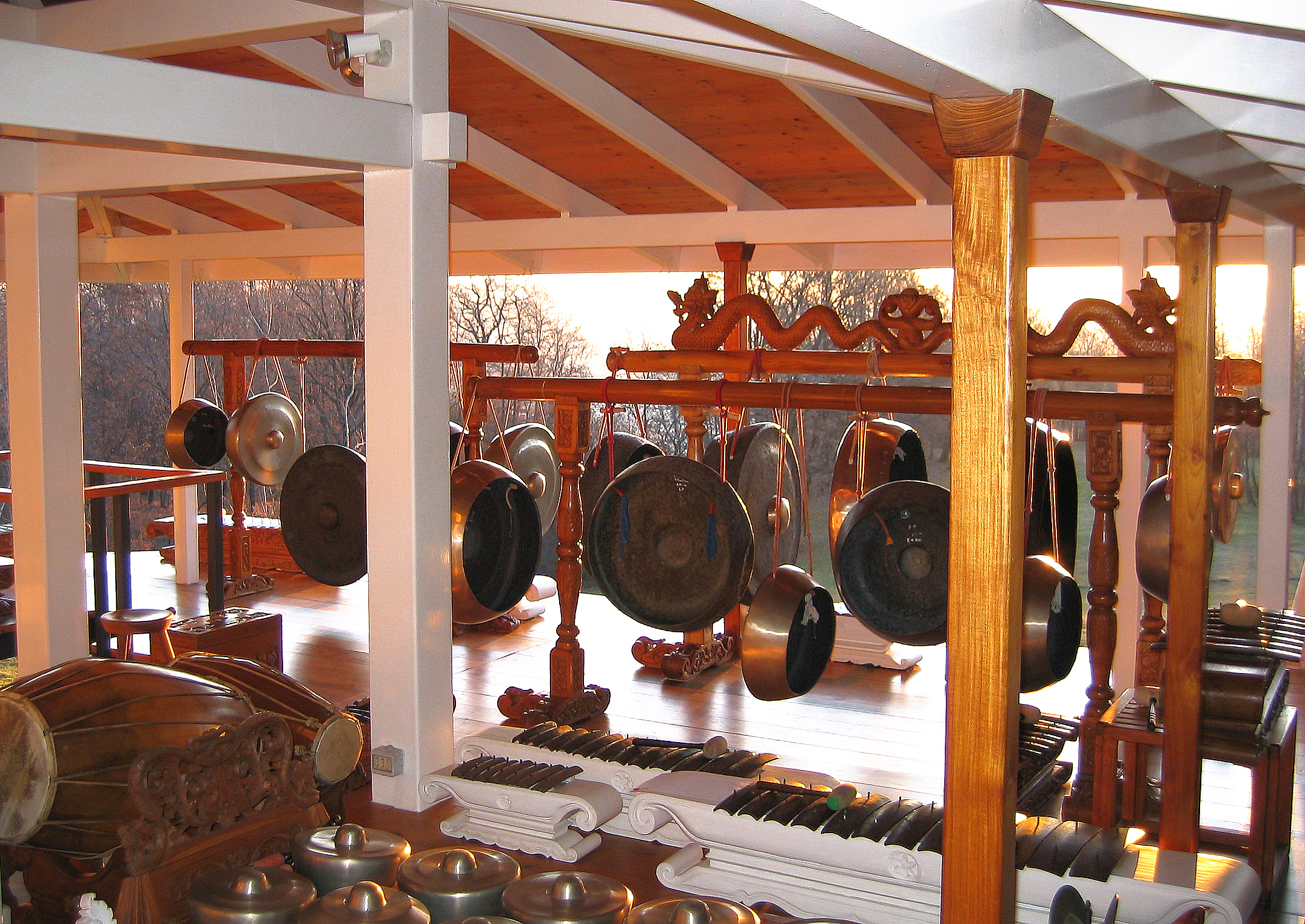
ジャワのガムラン
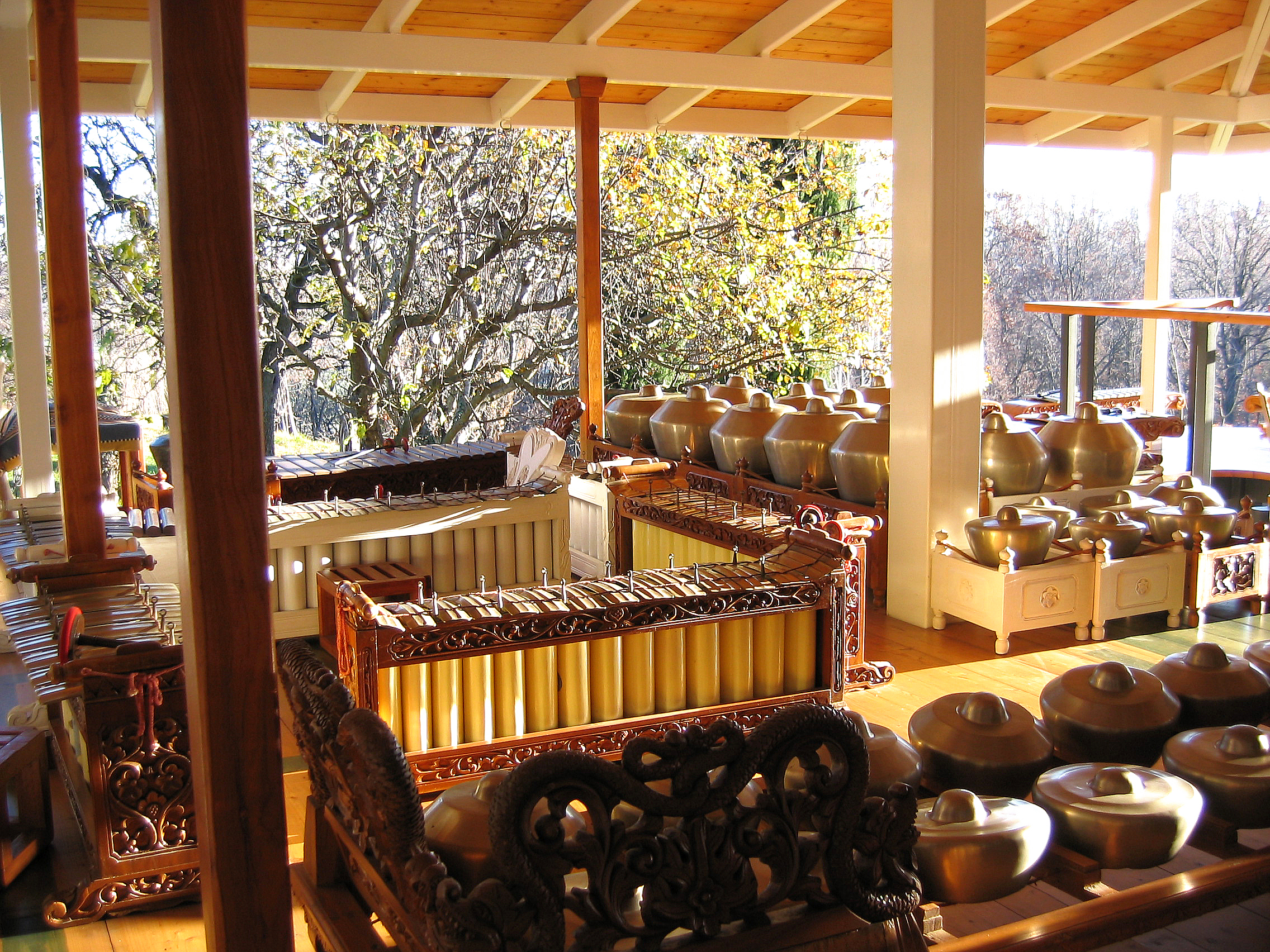
ジャワのガムラン
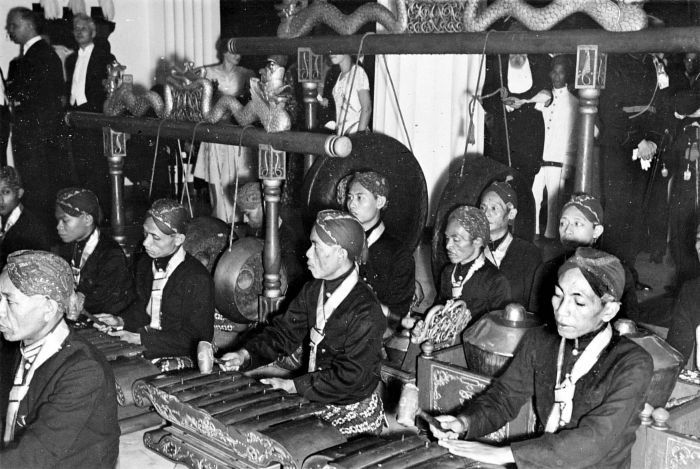
ジャワ島のガムラン、ジョグジャカルタ
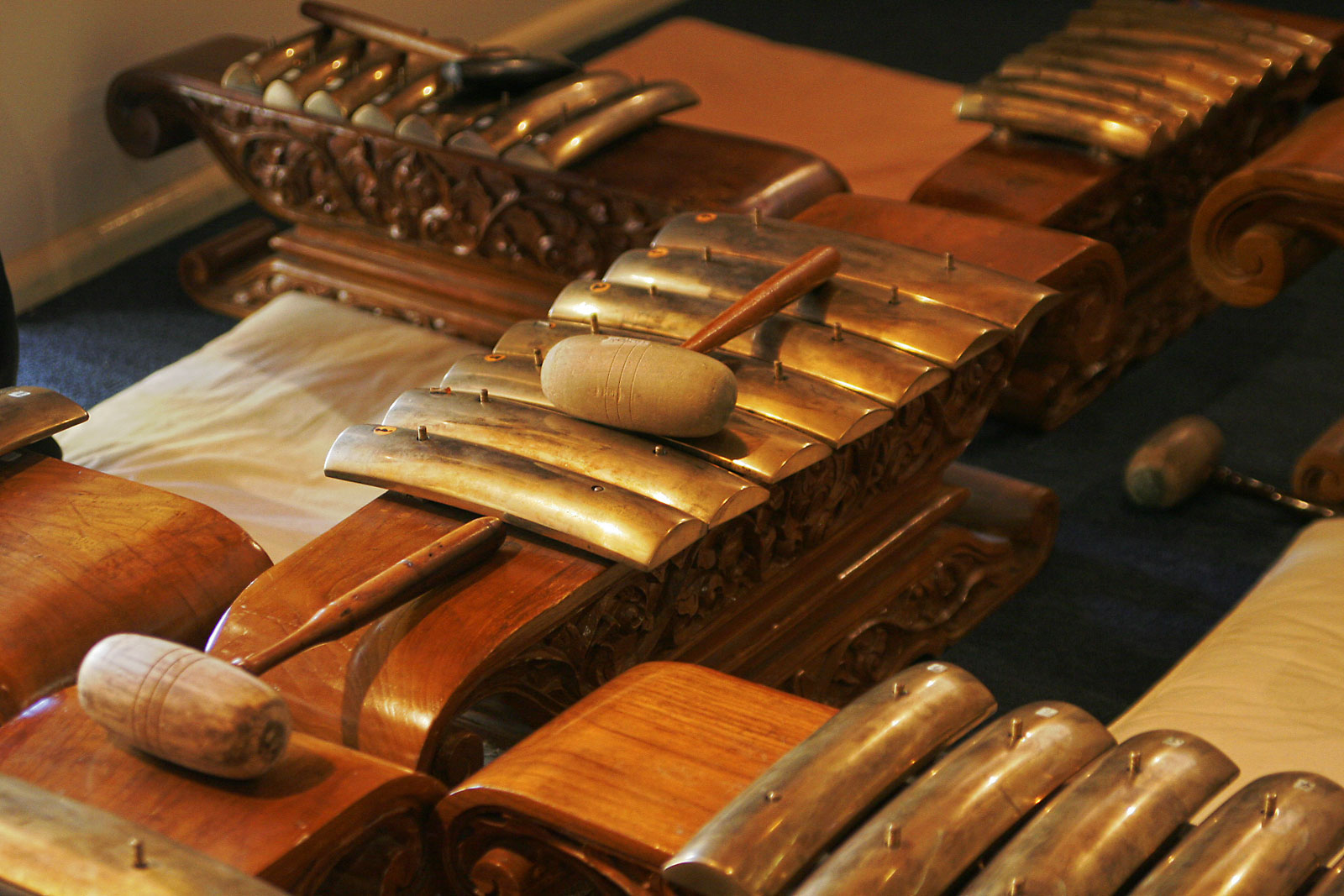
手前：サロン・バルン、奥：サロン・パヌルス
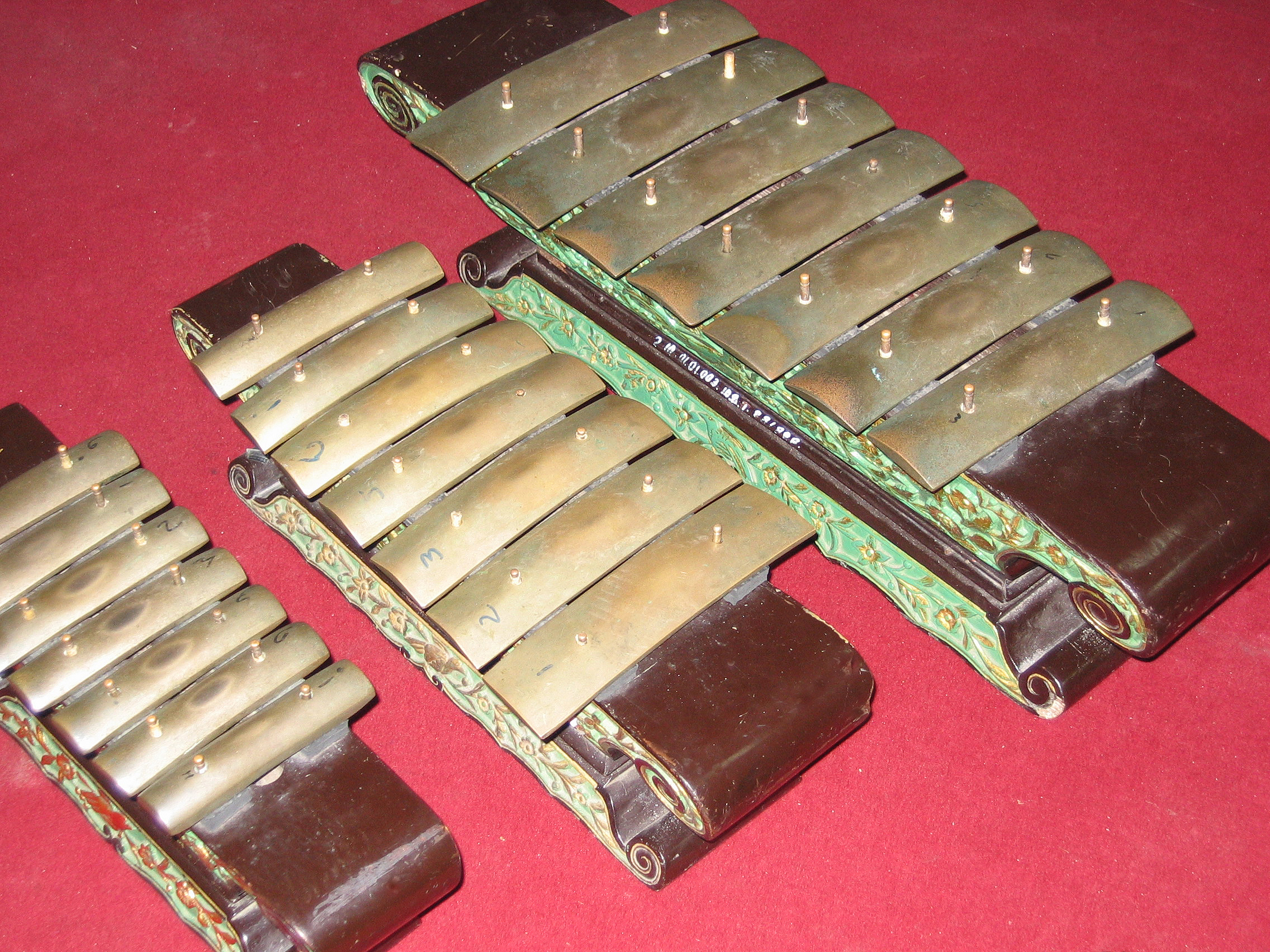
左から右へ、サロン・パヌルス、サロン・バルン、サロン・デュムン、STSIスラカルタ
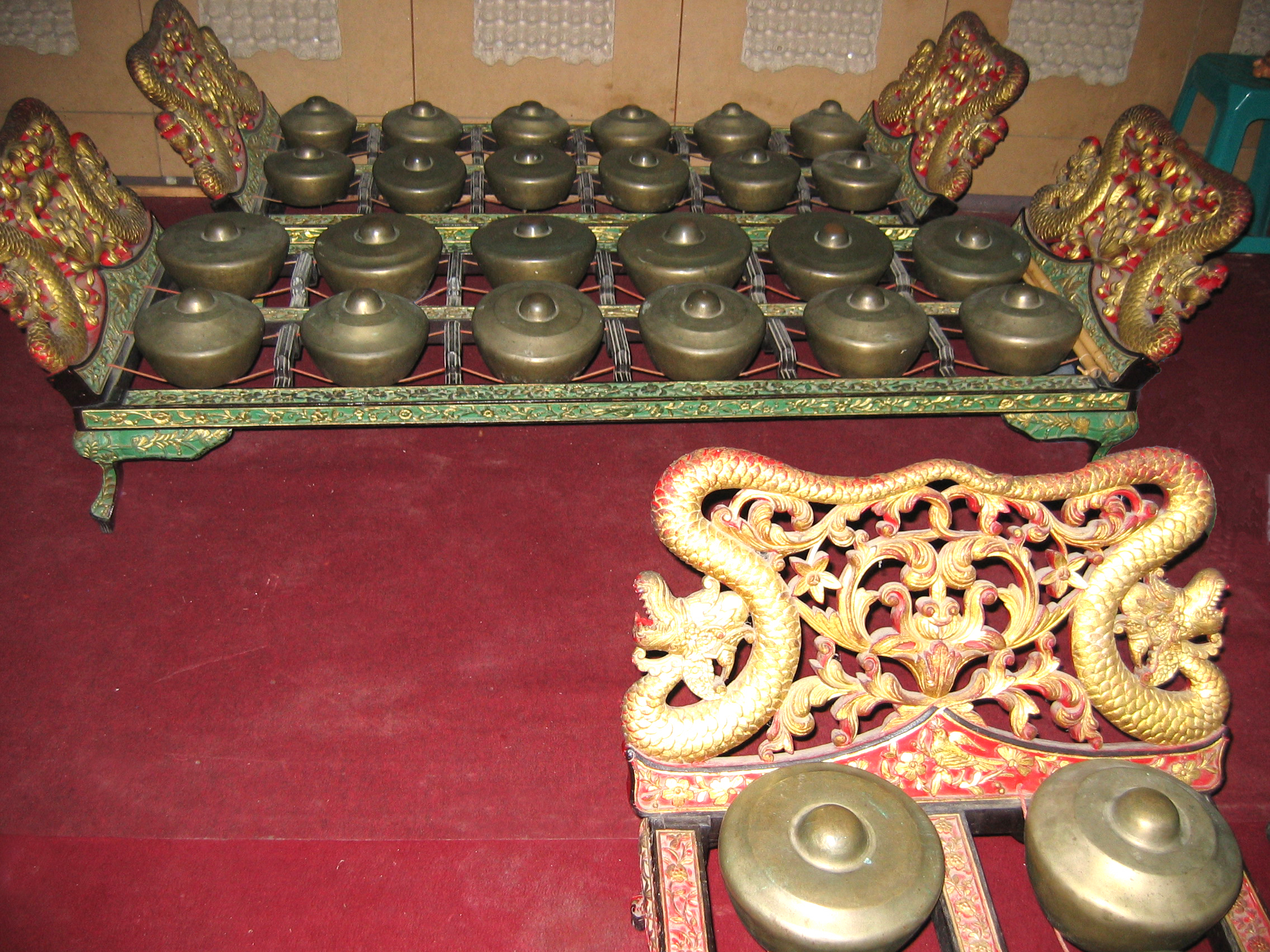
ボナン・バルンとボナン・パヌルス、STSIスラカルタ
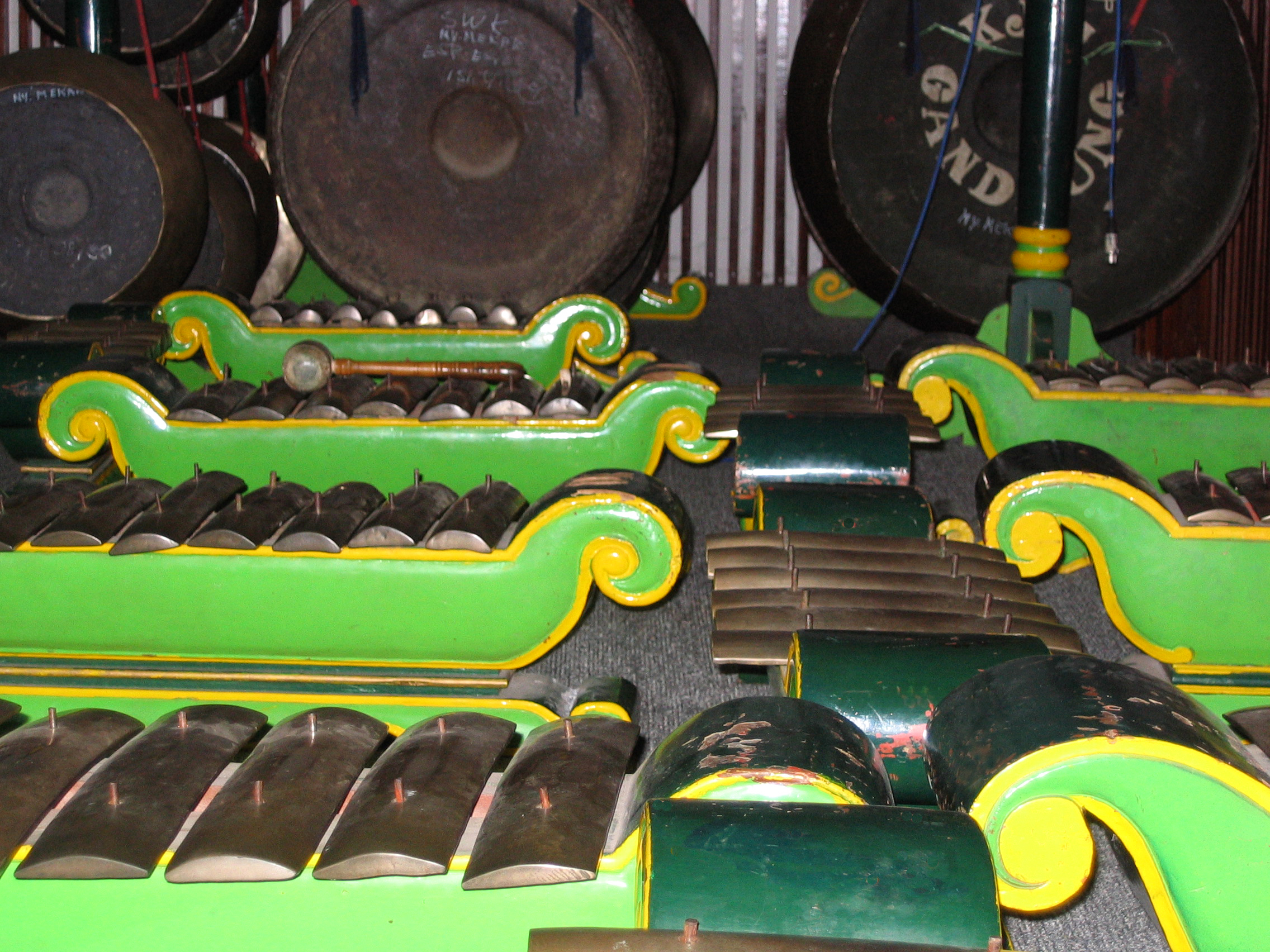
サロンとゴン、ISIヨグヤカルタ
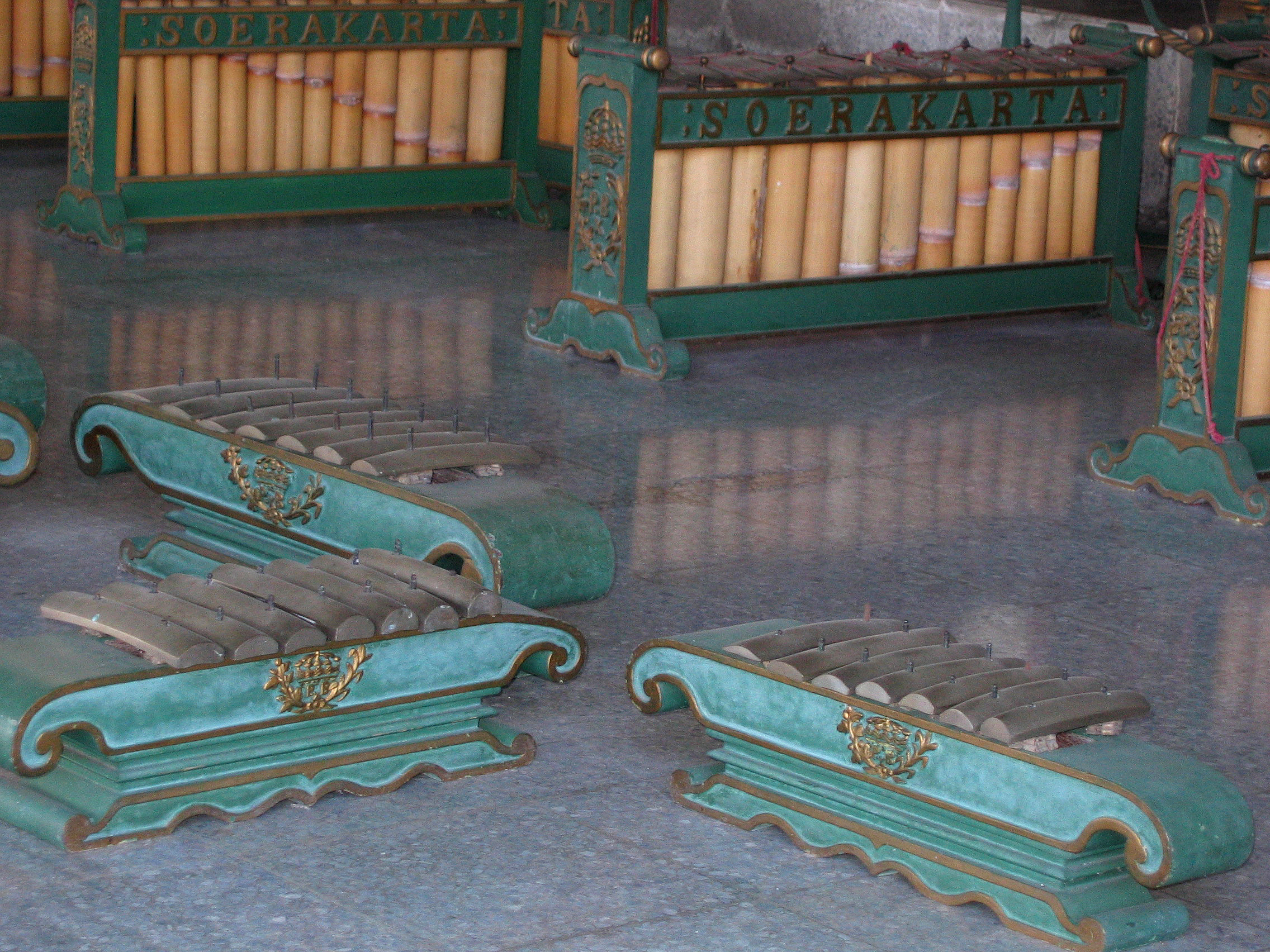
サロンとグンデル、パクアラマン
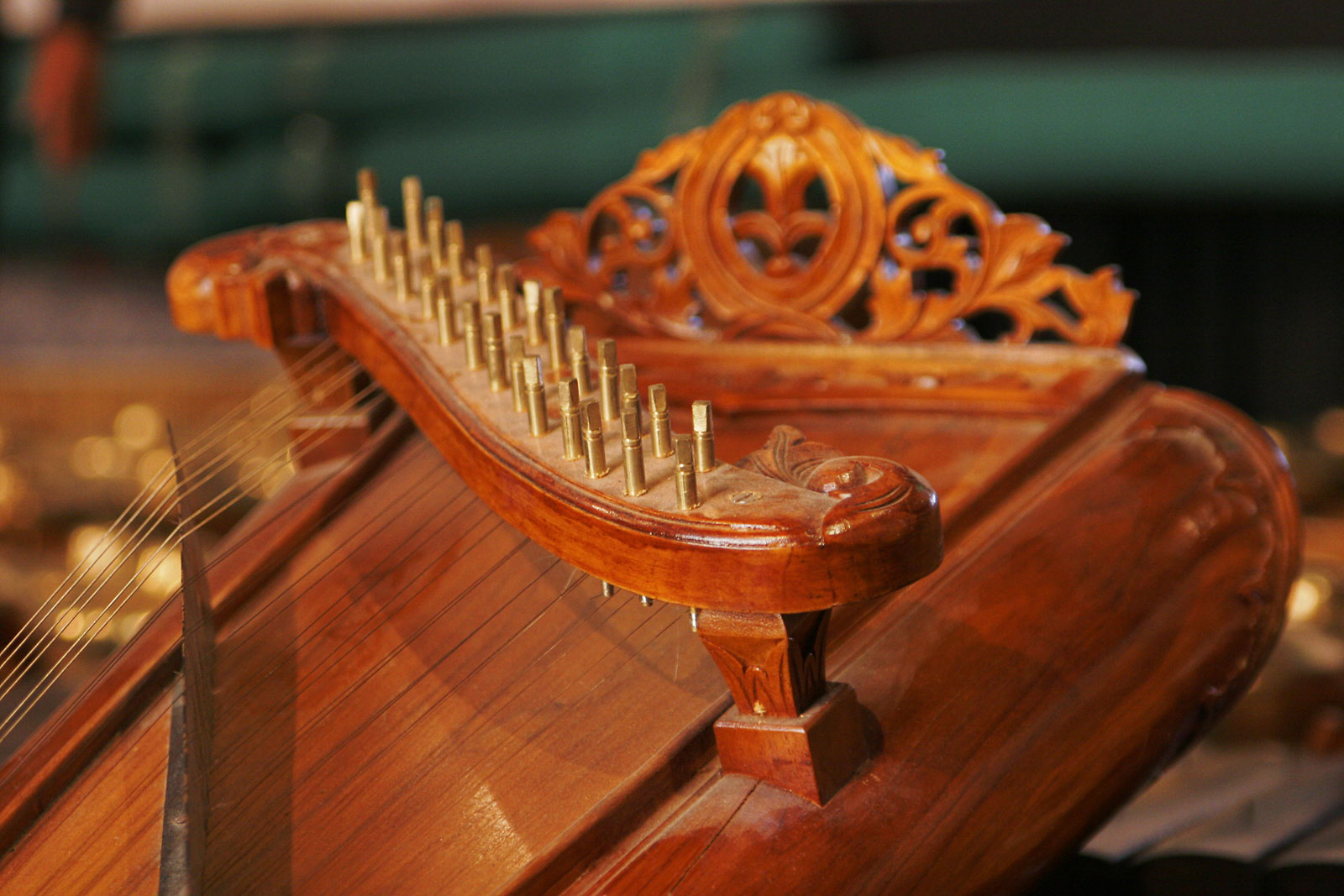
チェレンプン
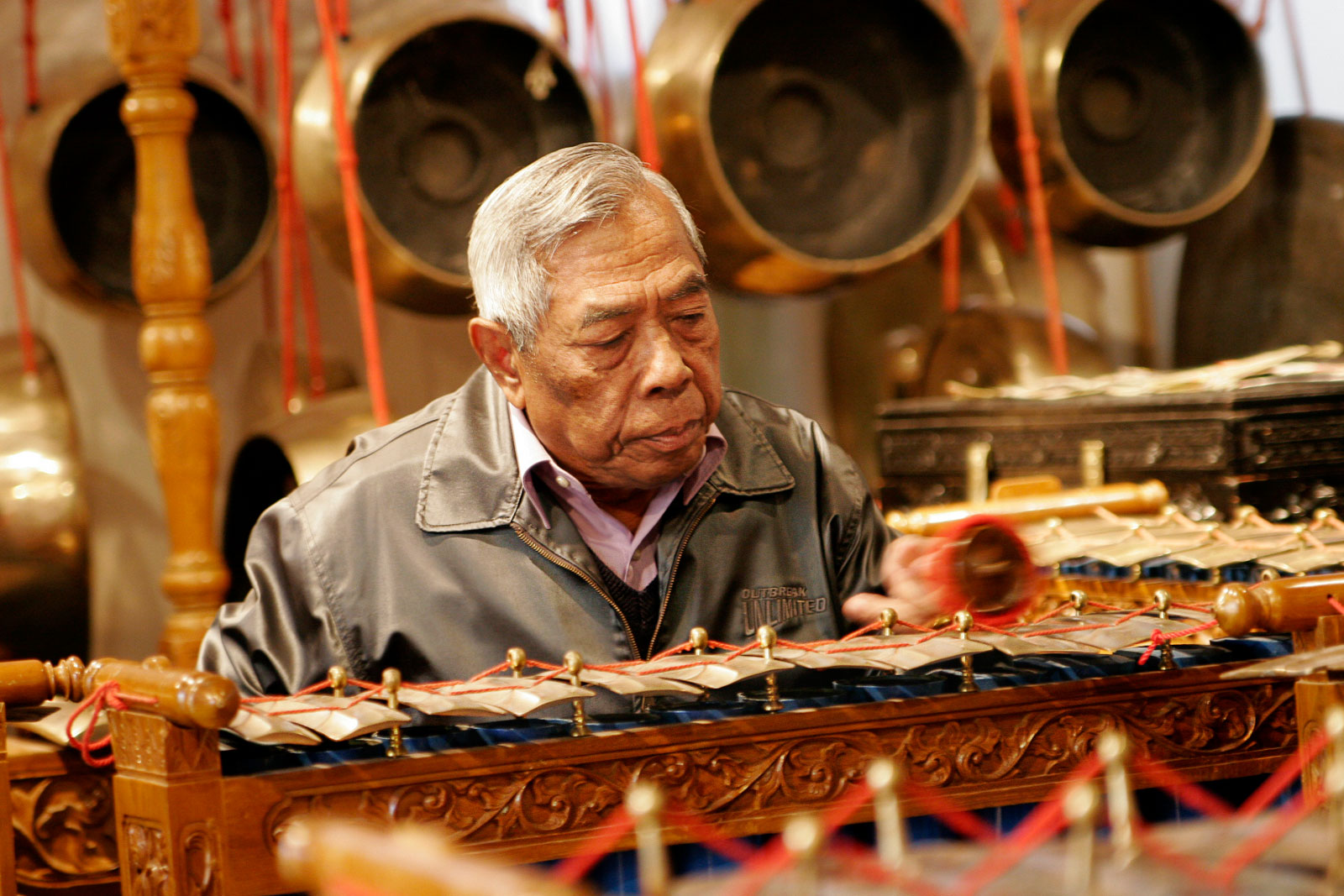
ジャワのグンデル
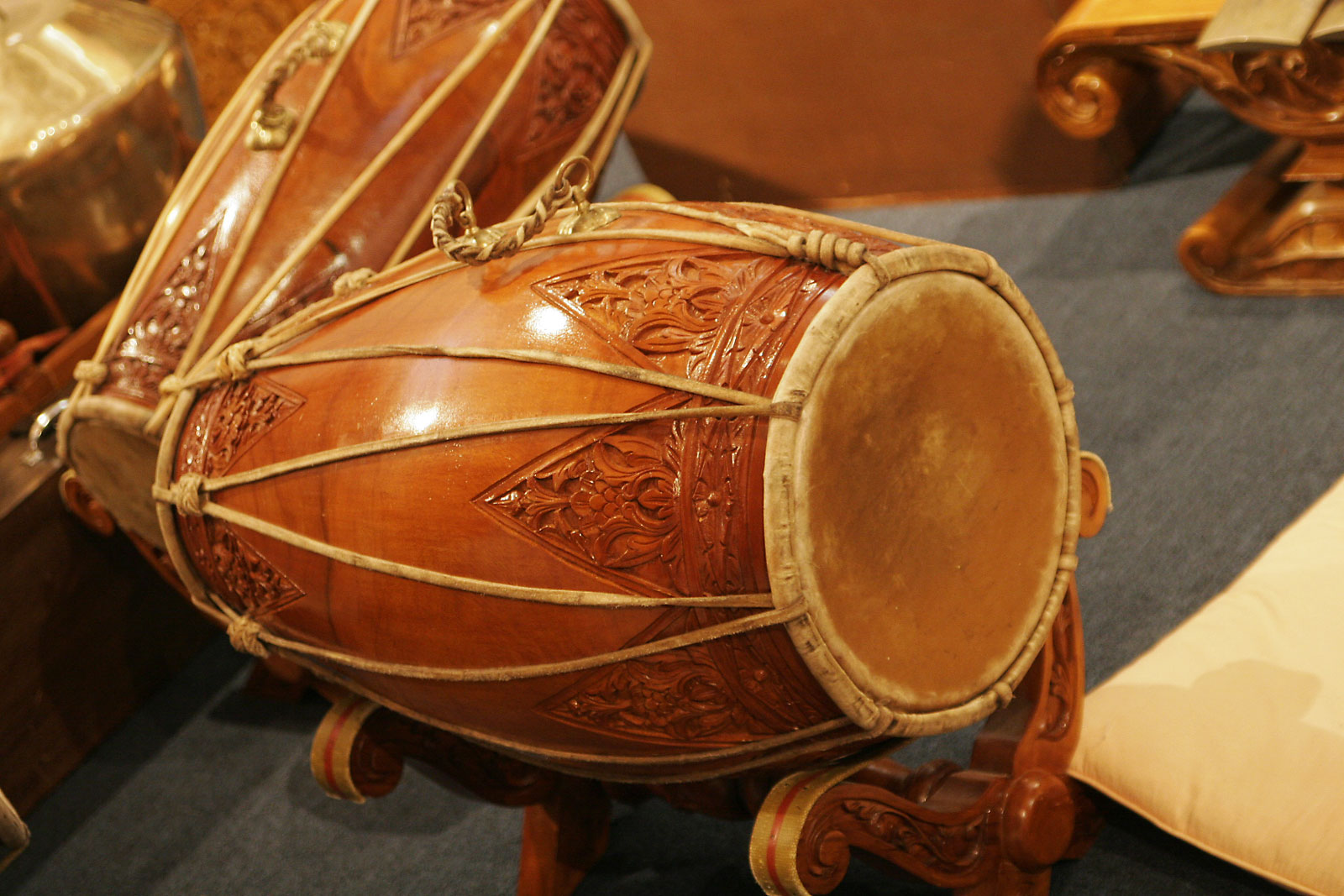
ジャワ・ガムランの中型太鼓クンダンKendang、キャンベラ、オーストラリア
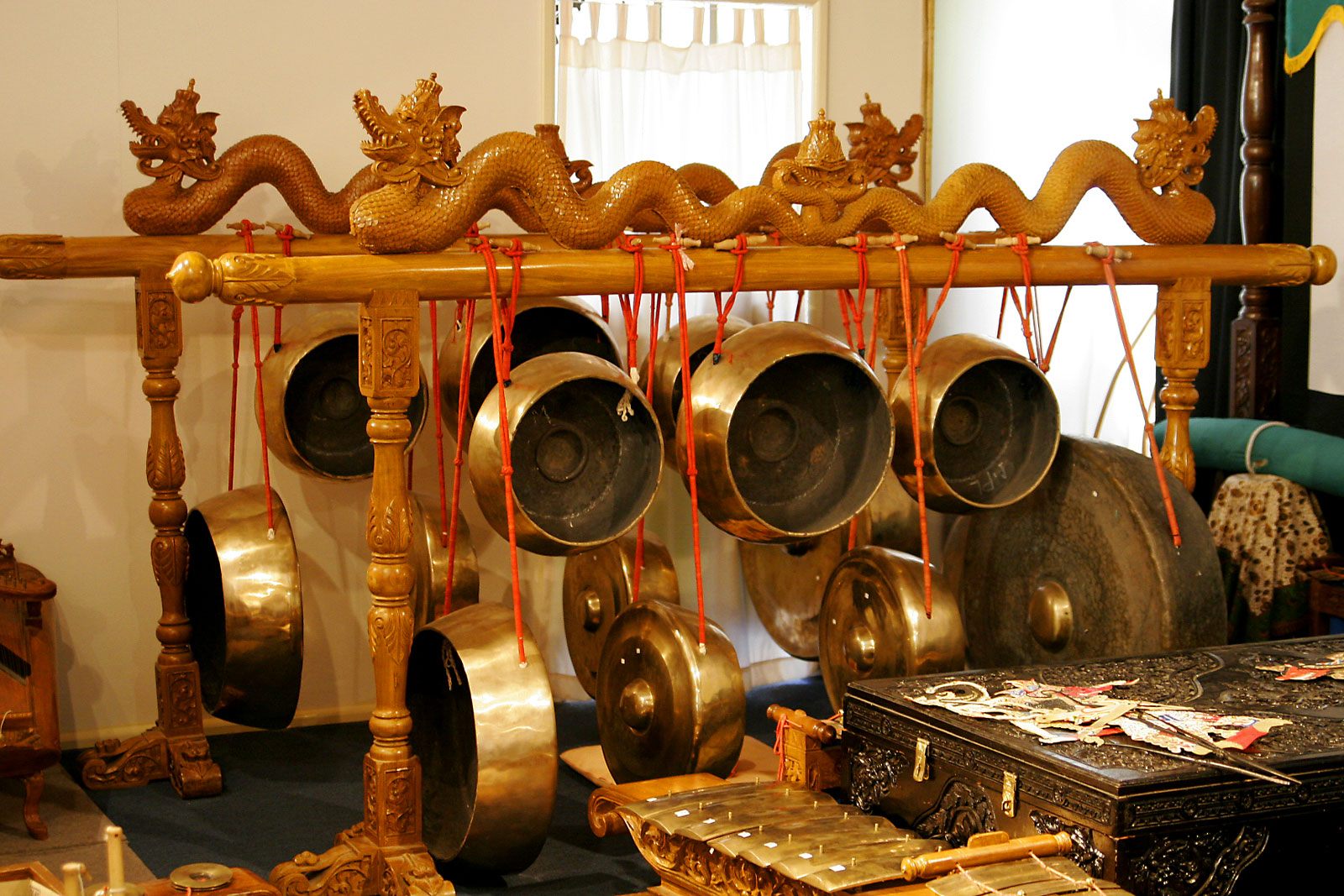
奥側に並んでいるのがクンプル
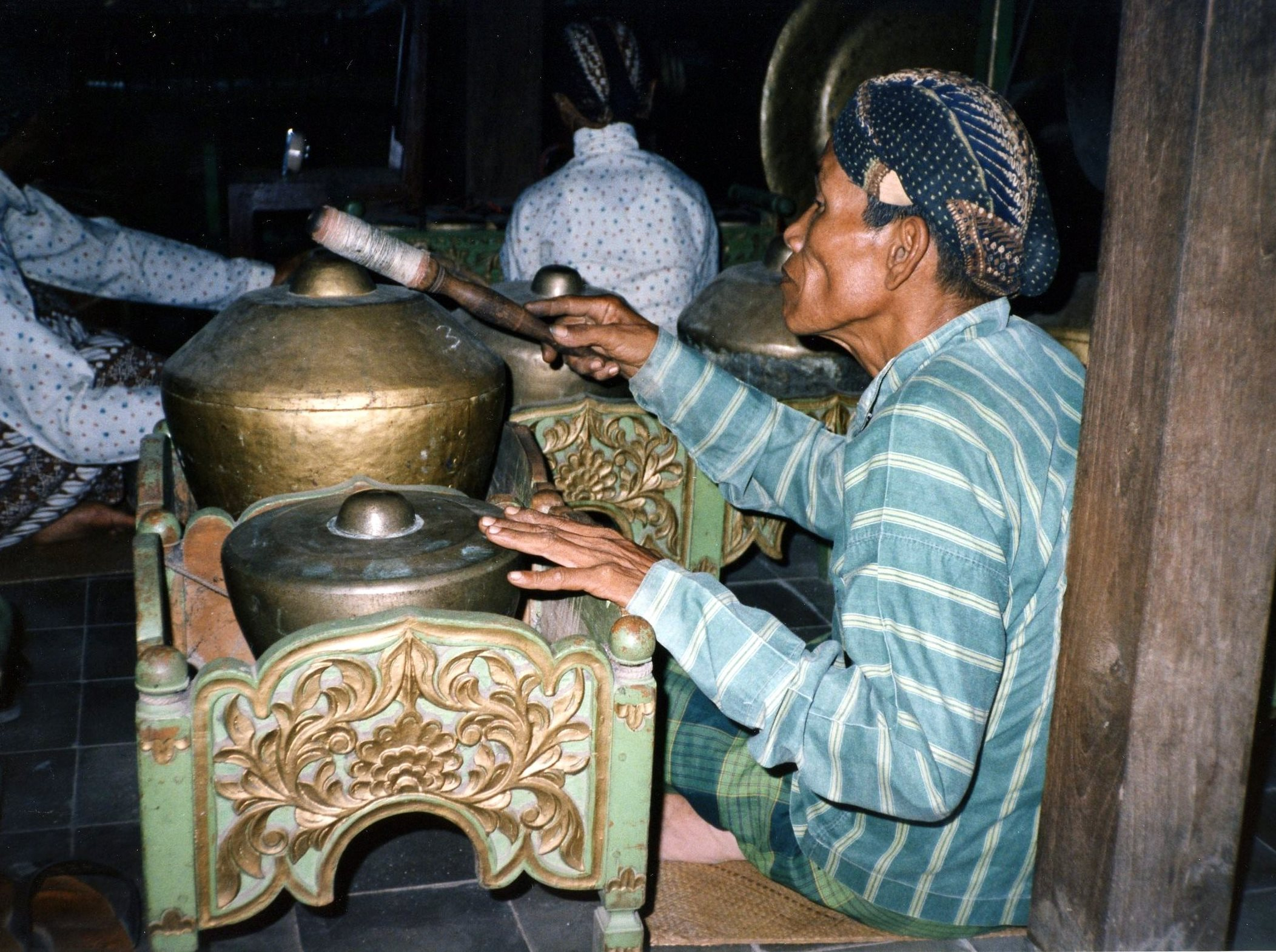
ガムラン奏者、ジャワ、ジョグジャカルタ、1985年、手前はクトゥッ、奥がクノン（撥で叩こうとしている）
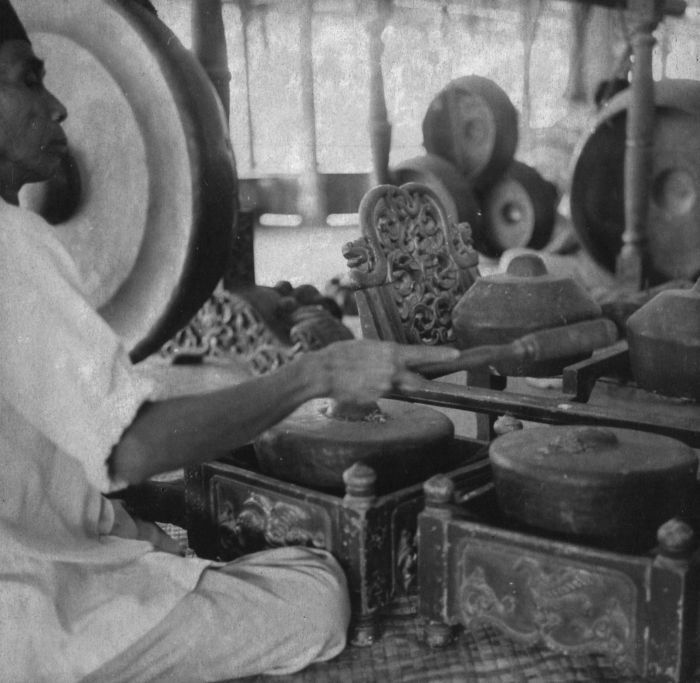
クトゥッ ketuk、1966年
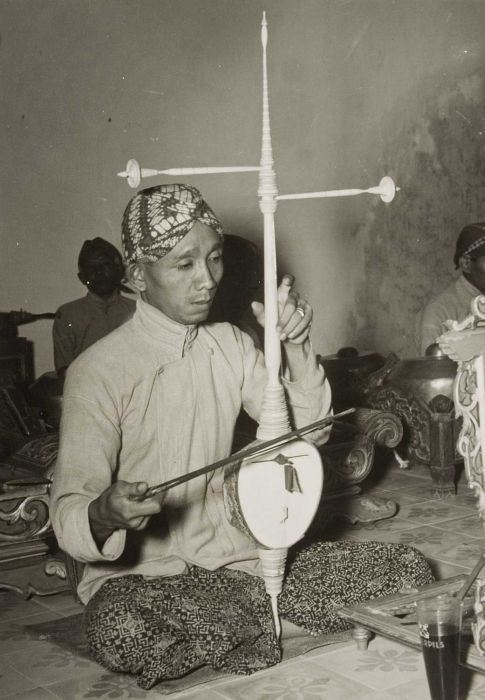
ジャワ・ガムランで使われる楽器ルバブrebab の著名な演奏者K.P.H. Notoprojo
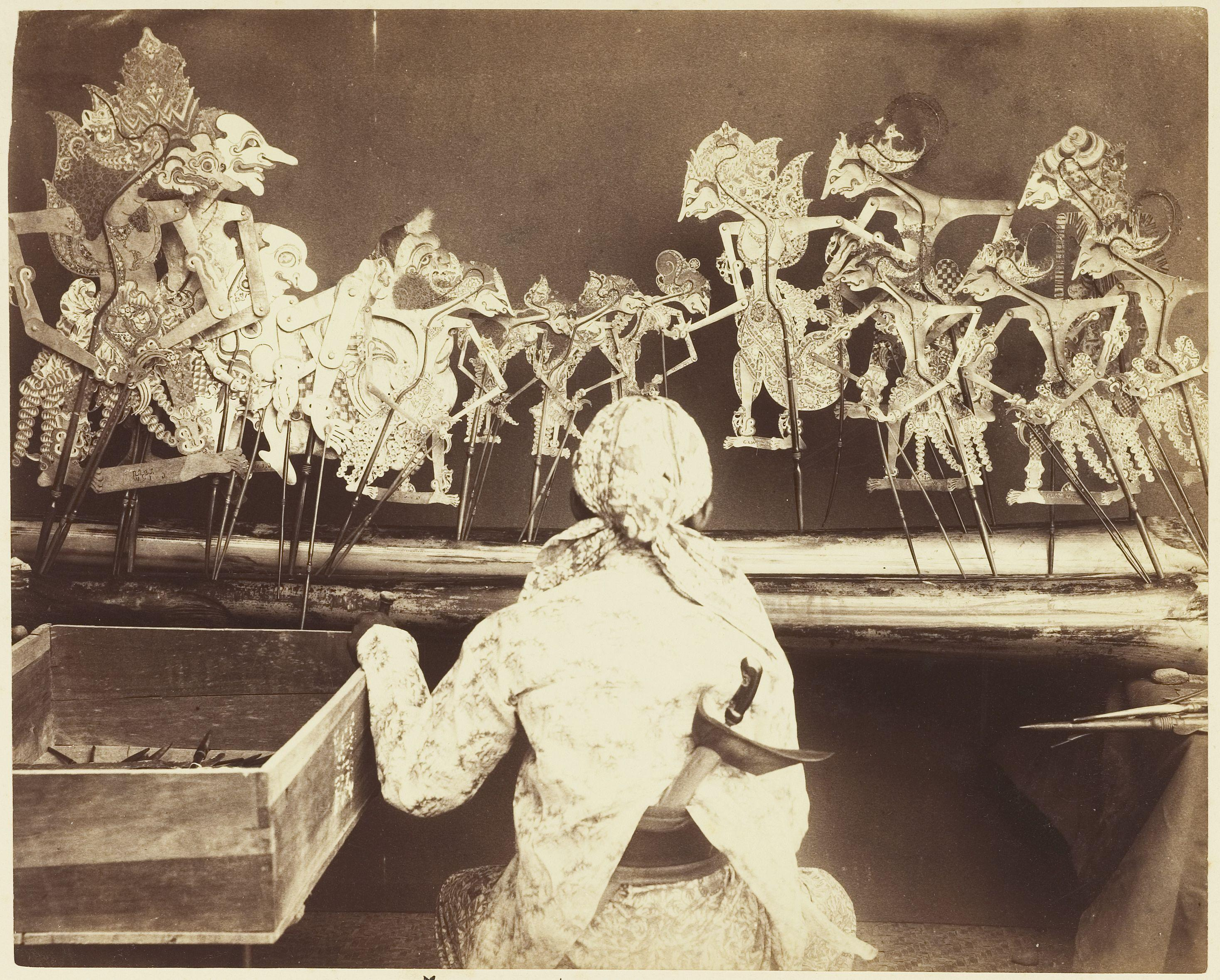
ガムランの音楽と共に演じられる影絵人形芝居ワヤン・クリッWayang Kulit（人形遣いダラン Dalang による）ジャワ島、1890年頃
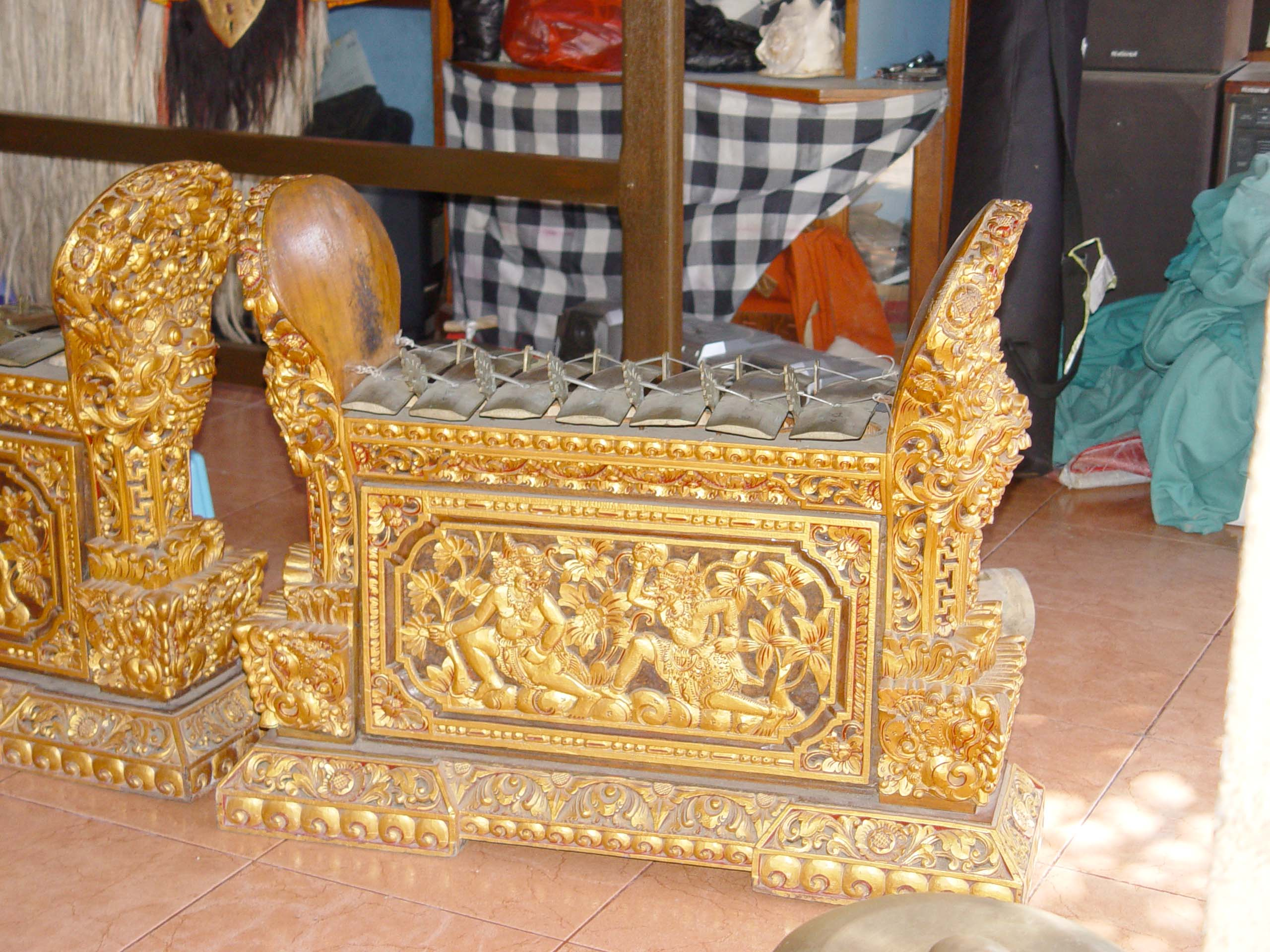
バリの楽器
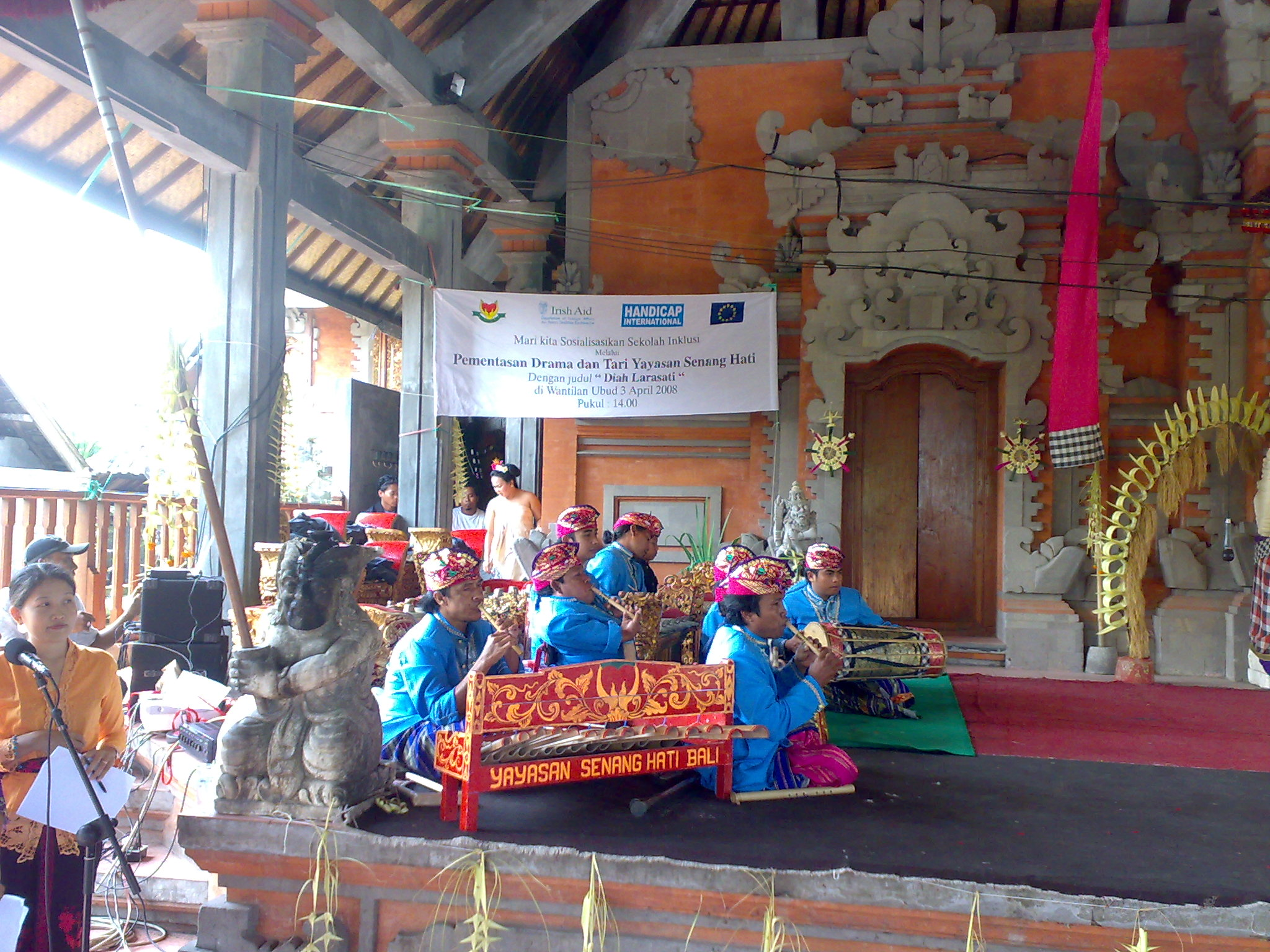
竹のガムランによる演奏、バリ島
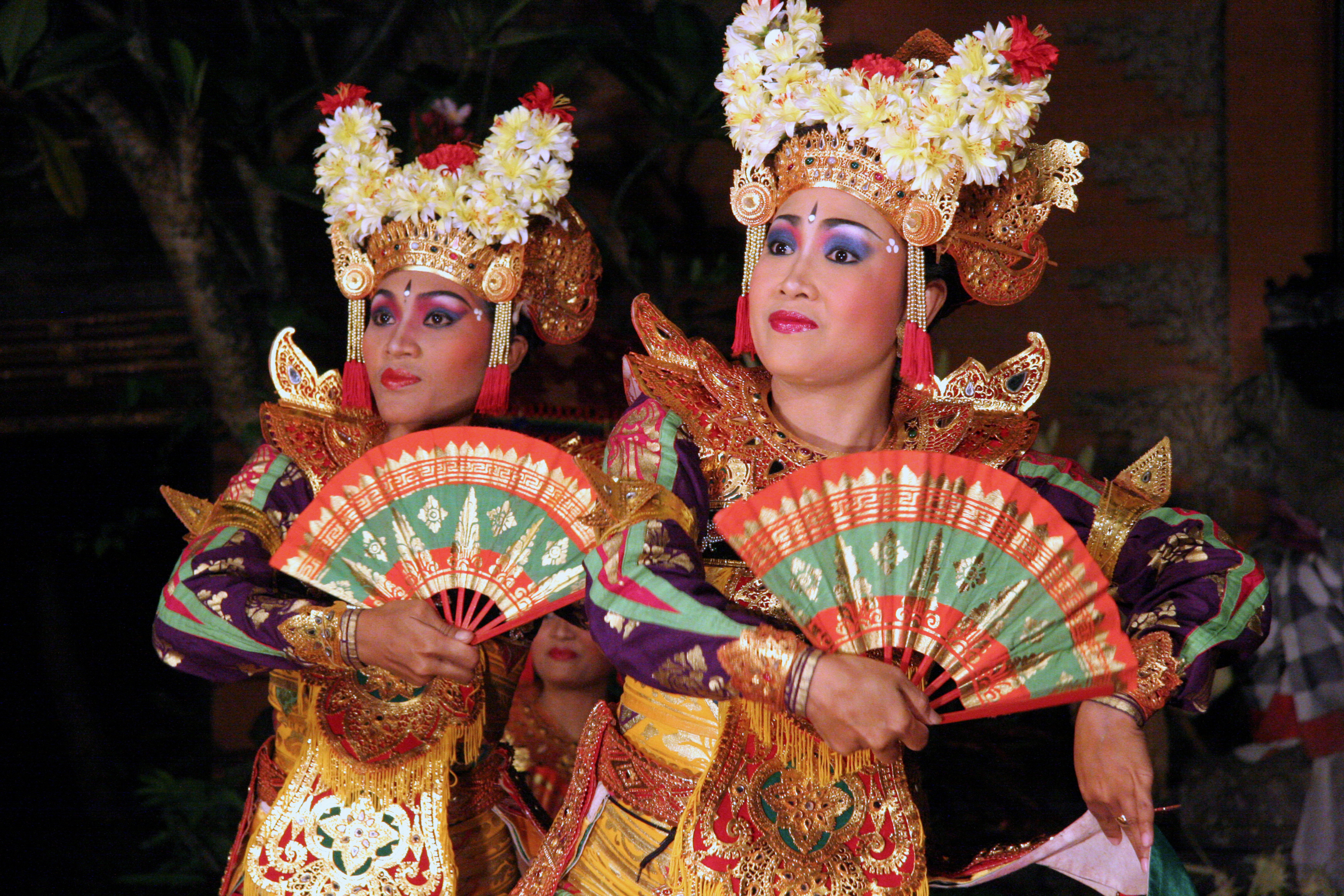
バリ島のガムランを伴奏に踊られる舞踊レゴン Legong
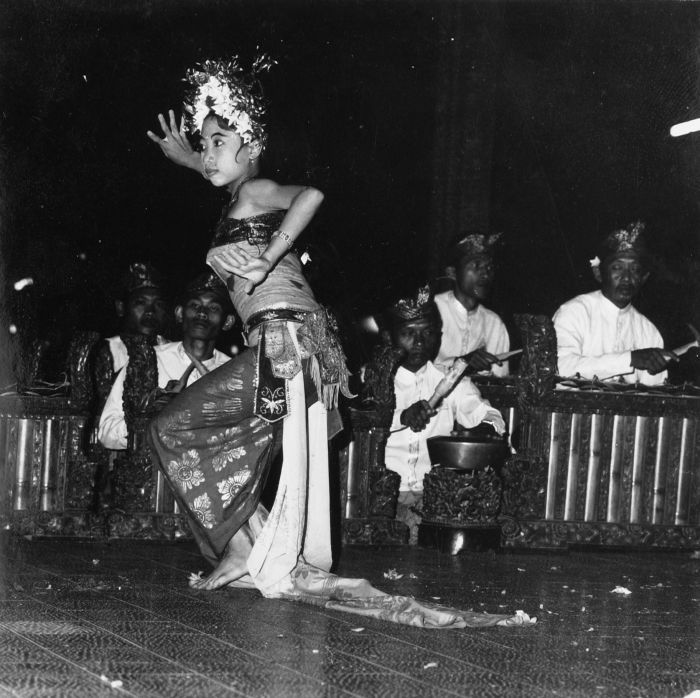
ガムランの伴奏で踊るバリ島のレゴン、1971年
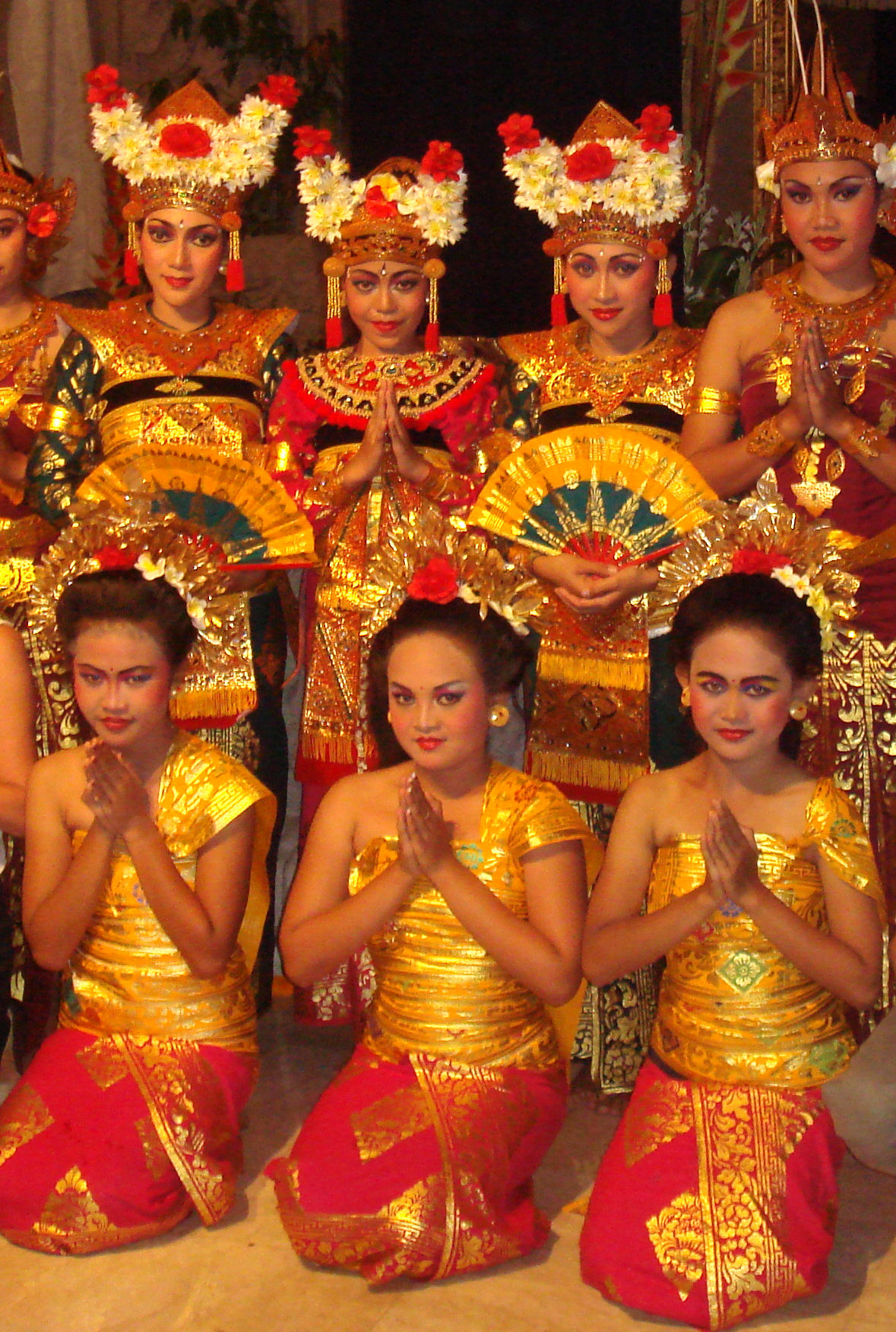
観光客のために踊るバリ島のダンサー、ウブド
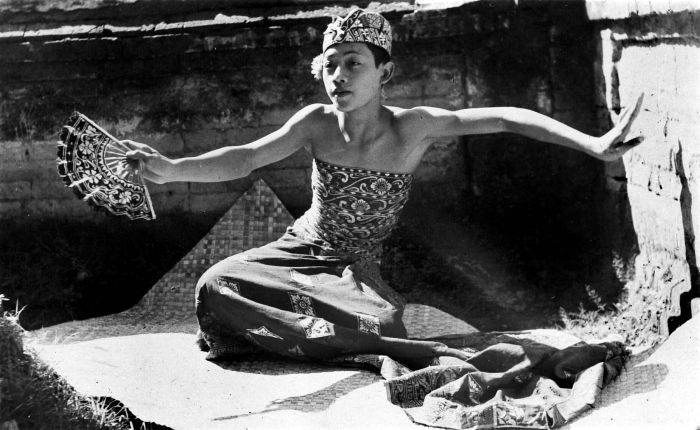
著名なバリ島の舞踊家イ・マリオ i Mario、1940年
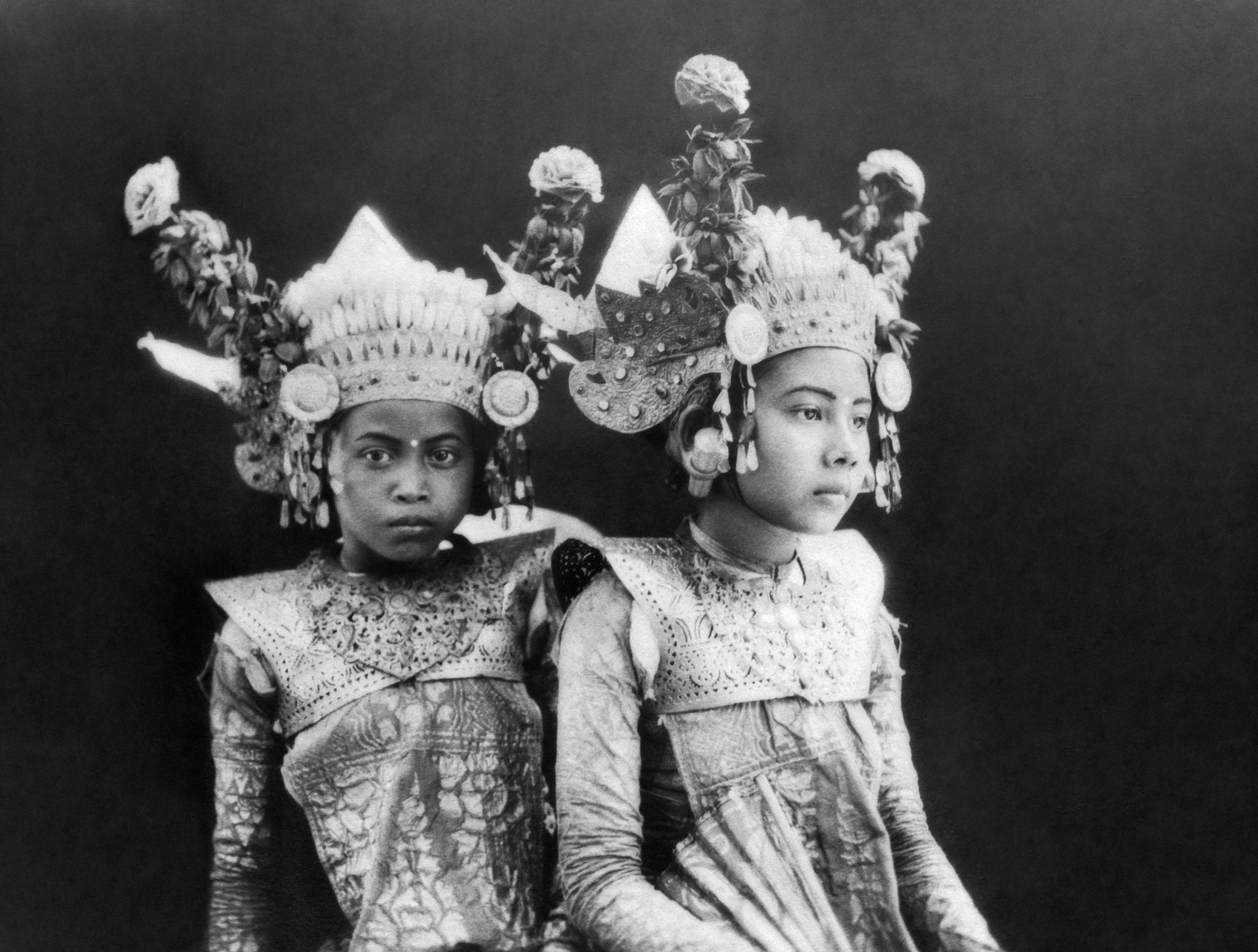
バリ島の少女ダンサー、1929年
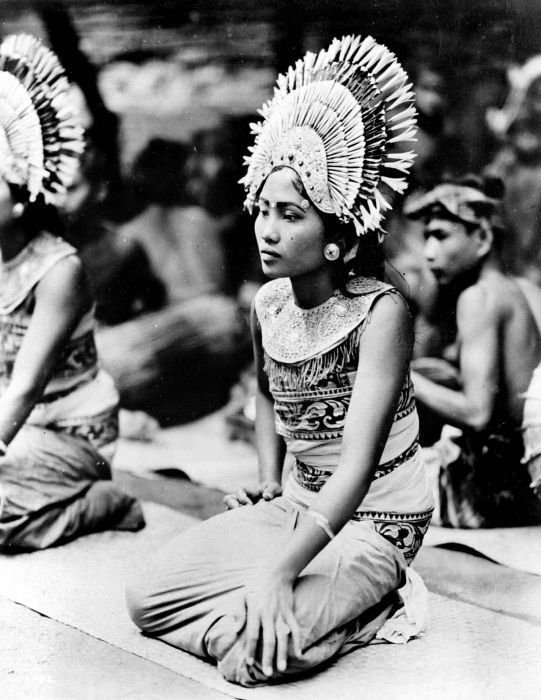
バリ島のダンサー、1952年
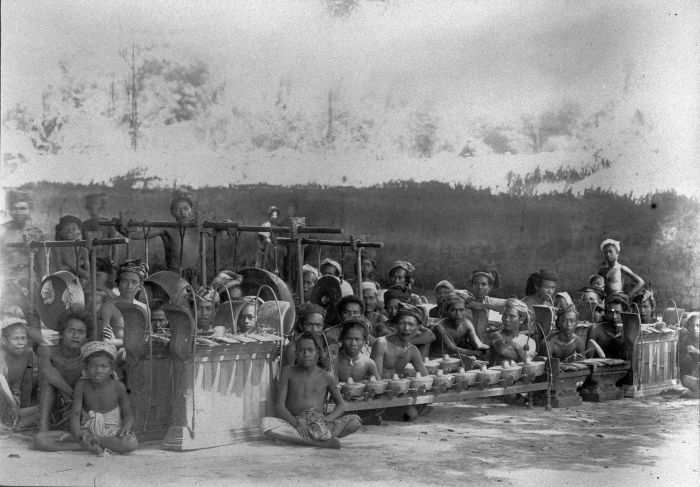
バリ島のガムラン、1920-1921年
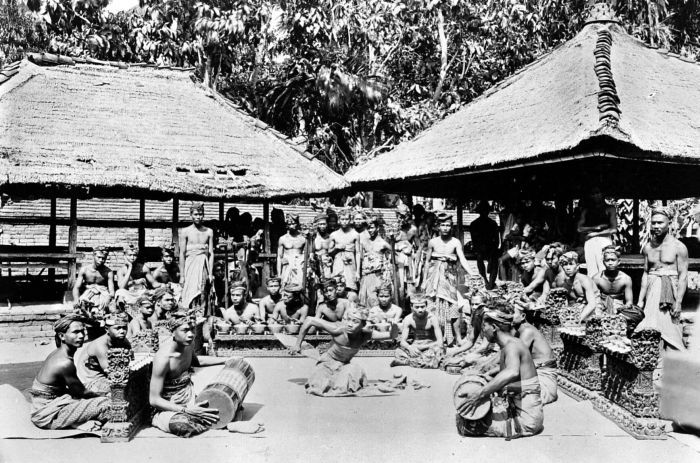
バリ島のガムラン
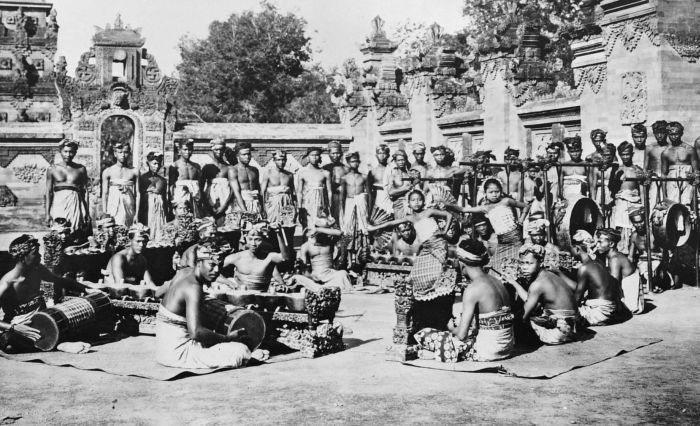
バリ島のガムラン
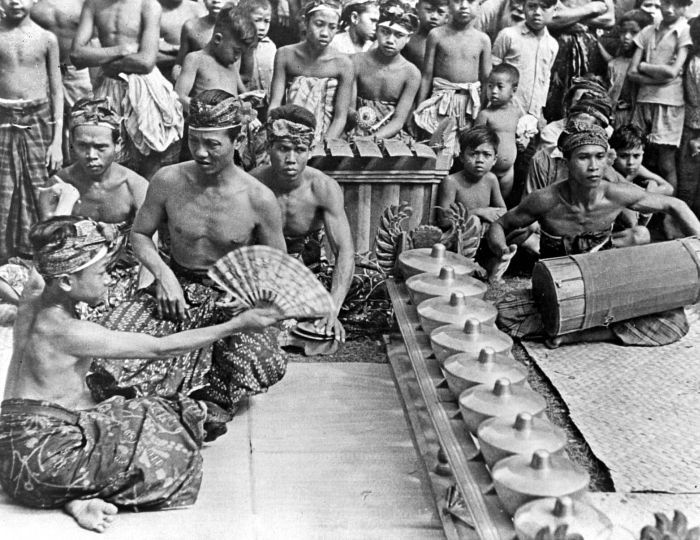
バリ島のガムラン
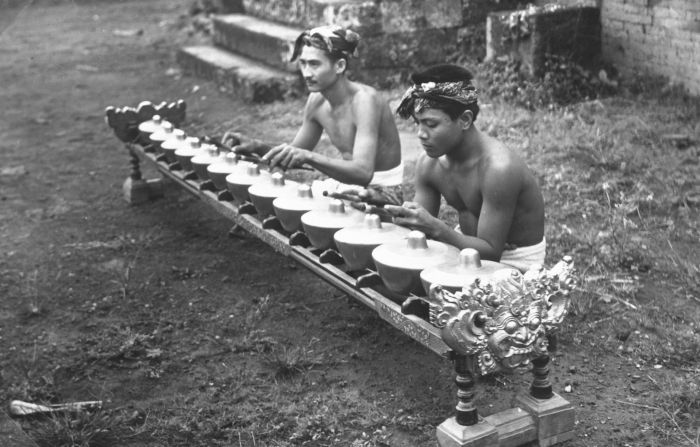
バリ島のガムラン
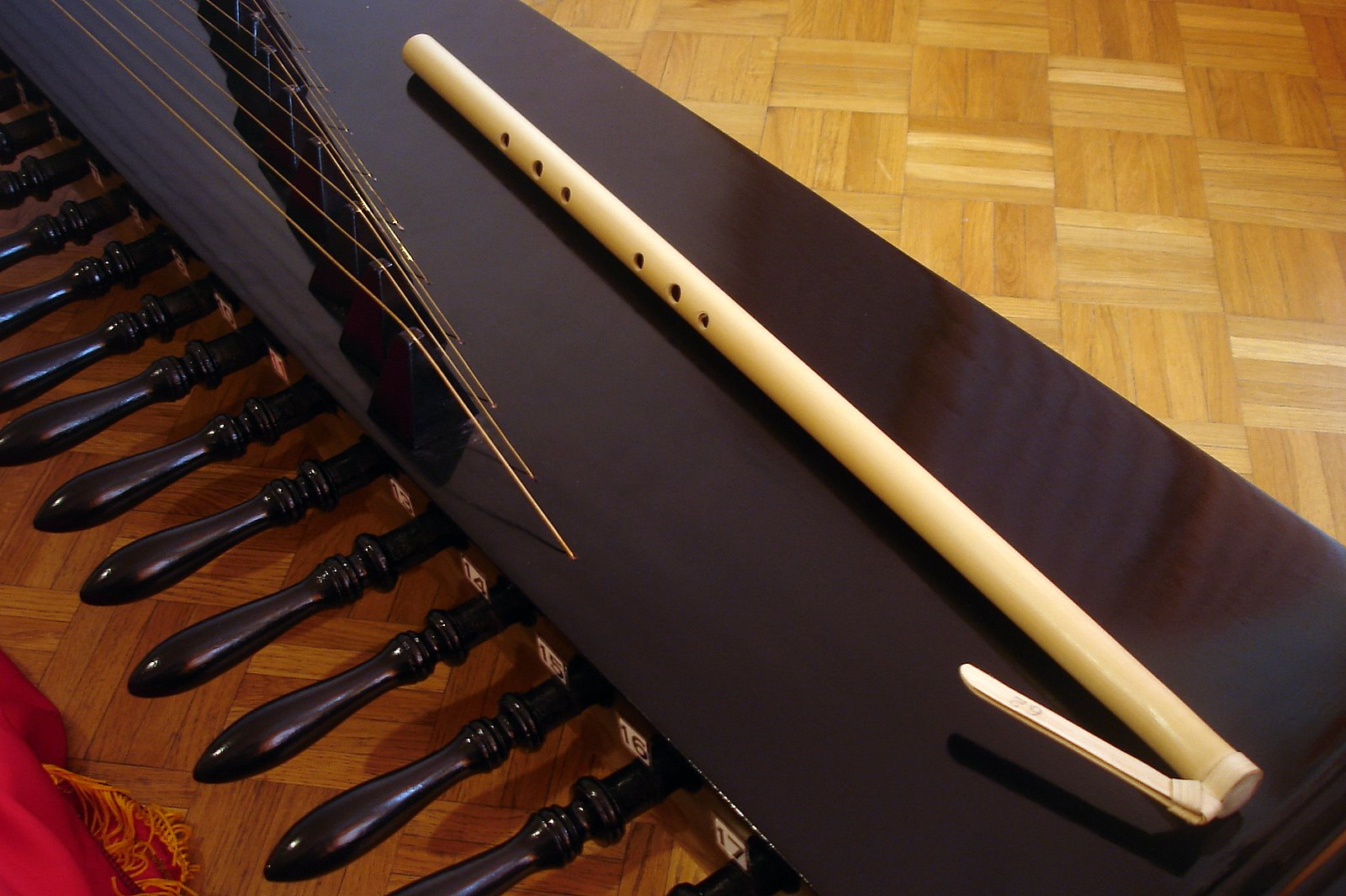
西ジャワの楽器琴カチャピ Kacapi と竹笛スリン suling

## 関連書籍
- 風間純子著『ジャワの音風景』めこん、1994年3月、ISBN 4839600856
- 田中勝則著『インドネシア音楽の本』北沢図書出版、1996年11月、ISBN 4873710219 （文献、索引あり）
- 東海晴美、大竹昭子、泊真二取材・編、内藤忠行、リオ・ヘルミ写真『踊る島バリ 聞き書き・バリ島のガムラン奏者と踊り手たち』パルコ出版、1990年1月、ISBN 4891942282
- 皆川厚一著『ガムラン武者修行 音の宝島バリ暮らし』パルコ出版、1994年4月、ISBN 489194367X
- 皆川厚一著『ガムランを楽しもう 音の宝島バリの音楽』音楽之友社、1998年8月、ISBN 4276321204